# Basílica de San Lorenzo (Milán)
La basílica de San Lorenzo, cuyo nombre completo es basílica colegial prepositural de San Lorenzo Mayor (en italiano: basilica collegiata prepositurale di San Lorenzo Maggiore) (conocida en la época paleocristiana como basilica palatina y hoy también como San Lorenzo alle Colonne), es una basílica católica de Milán construida en tiempos romanos. Entre las iglesias más antiguas de la ciudad, el edificio fue reconstruido y modificado varias veces en las formas externas conservando casi por completo la planta primitiva de la época tardo-imperial, que se construyó entre 390 y 410: junto con las opuestas columnas de San Lorenzo, un tiempo parte del antiportico del edificio, se considera uno de los principales complejos monumentales de la época romana tardoimperial de Milán, en el período en el que la ciudad romana de Mediolanum (la Milán moderna) fue la capital del Imperio Romano de Occidente (papel que desempeñó de 286 al 402). También se cree que la basílica es el primer edificio de simetría central del Occidente cristiano y una de las basílicas paleocristianas de Milán.
El nombre primigenio de basilica palatina, posteriormente cambiado a «San Lorenzo», deriva de la proximidad al palacio imperial romano de Milán, llamado genéricamente palatium. El período comprendido entre los siglos XI y XII fue muy problemático para el edificio: fuertemente arruinado por dos incendios en 1071 y 1075, su cúpula se derrumbó en 1103, solo para ser destruida nuevamente junto con parte del edificio en otro incendio en 1124. A continuación, la iglesia fue reconstruida en estilo románico conservando inalterada la distribución interior original.
Si a lo largo del Medioevo la basílica de San Lorenzo siguió siendo un símbolo del legado imperial romano en Milán, en el Renacimiento el templo se convirtió en un símbolo de los cánones clásicos perdidos buscados por los humanistas, así como en un famoso caso de estudio de las soluciones estáticas adoptadas para sostener una cúpula tan monumental, y fue estudiado entre otros por Bramante, Filarete, Leonardo y Giuliano da Sangallo.
La planta, cuya estructura se ha mantenido prácticamente inalterada desde su fundación, está formada por un cuadrado y un círculo superpuesto, propiamente llamada tetraconco o planta central cuadrada con cuatro ábsides, uno a cada lado. Por ello el aula se organiza como una estructura concéntrica con la planta exterior para formar un deambulatorio a su alrededor, aquí de forma octogonal con pilares triangulares calados y exedras porticadas en dos órdenes horizontales superpuestos, en correspondencia con los ábsides: el inferior con pilastras de orden dórico y el superior de orden jónico que actúa como matroneo (galería de mujeres). De la antigua basílica paleocristiana solamente se han conservado la capilla de San Aquilino y la capilla de San Hipólito.

## Historia

### La antigua basílica paleocristiana

El antiguo Milán romano (Mediolanum) superpuesto al Milán moderno. El rectángulo más claro en el centro, ligeramente a la derecha, representa la moderna piazza del Duomo, mientras que el moderno Castello Sforzesco se encuentra en la parte superior izquierda, justo fuera del trazado de las murallas romanas de Milán. En el centro, indicado en rojo salmón, el foro romano de Milán, mientras que en verde el barrio del palacio imperial romano de Milán

Con san Ambrosio se inició un programa de construcción de basílicas dedicadas a las diversas categorías de santos: una basílica para los profetas (la basilica prophetarum, más tarde rebautizada como la basílica de San Dionigi), una para los apóstoles (la basilica apostolorum, que luego tomó el nombre de la basílica de San Nazario en Brolo), una para los mártires (la basilica martyrum, que más tarde se convirtió en la basílica de San Ambrosio) y una más para las vírgenes (la basilica virginum, más tarde rebautizada como basílica de San Simpliciano). De hecho, cada una de ellas estaba dedicada a una familia diferente de santos, ya que aún no se tenía la costumbre de titular las iglesias con el nombre de un único santo. El nombre paleocristiano original basilica palatina de la basílica de San Lorenzo deriva en cambio de su proximidad al palacio imperial romano de Milán (llamado palatium), una dedicación posteriormente cambiada a «San Lorenzo».
Aunque la basílica de San Lorenzo es una de las iglesias más antiguas de Milán y desde su construcción ha sido uno de los principales monumentos de Milán y del Occidente cristiano, hasta recientemente no se conocían escritos detallados sobre ella anteriores al Renacimiento. La falta de documentos oficiales de la época imposibilita, por tanto, proporcionar información cierta e inequívoca sobre la fundación de la basílica. En cuanto a los orígenes del complejo, se han ido realizado una serie de conjeturas a lo largo del tiempo, algunas incluso muy imaginativas y sin evidencias reales, hasta la realización de una serie de excavaciones arqueológicas en el siglo XX en el sitio que han permitido hacer hipótesis más concretas.
Según lo informado por Carlo Torri a principios del siglo XVIII, la basílica de San Lorenzo se remontaría a un período comprendido entre finales del siglo III y principios del IV, cuando el emperador Maximiano habría ordenado la construcción de un templo dedicado a Hércules: el templo fue quemado «por justo destino» ya que «era una habitación de demonios, es decir ídolos diabólicos», y sobre sus restos se habría construido la primitiva iglesia dedicada a San Lorenzo. Serviliano Latuada, unas décadas más tarde, relata lo escrito por Torre, mientras que agrega que el templo debía haber tenido una forma similar al panteón romano citando al escritor latino Ausonio.
Otras descripciones sobre el origen de la iglesia hablan de un edificio termal de forma octogonal construido por Nerón, una yuxtaposición obtenida de la asonancia con el torrente Nirone que antiguamente fluía cerca de la iglesia, aunque nunca se ha tenido una prueba concreta de esa conjetura; mientras que según una tradición relatada por Bonvesin de la Riva y Galvano Fiamma , el complejo nació como el mausoleo de Gala Placidia. Otras hipótesis indicaron el origen de la basílica como un templo arriano, tesis definitivamente descartada una vez que se constató que la construcción de la basílica fue posterior a la muerte de san Ambrosio, quien antes de su muerte había expulsado a los arianos de la ciudad.
Las últimas excavaciones arqueológicas han aclarado finalmente cómo la basílica fue construida probablemente a principios del siglo V, con las obras que duraron del 390 al 410: para los cimientos fueron usados los bloques de piedra del cercano anfiteatro demolido en el 401. Por lo tanto, fue construido a finales del período imperial romano, en el período en el que la ciudad romana de Mediolanum (actual Milán) fue la capital del Imperio Romano de Occidente (un papel que desempeñó desde 286 hasta 402). En el Catalogo dei Vescovi milanesi [Catálogo de los obispos milaneses], la basílica está indicada como el lugar de enterramiento del obispo Eusebio de Milán entre 451 y 462, por lo que el lugar de culto estaba, si no terminado, al menos en un avanzado estado de construcción. Estas consideraciones hacen plausible la hipótesis de que la iglesia fuera construida como iglesia palatina por Flavio Stilicone, tutor del joven emperador Honorio, dada también la mencionada proximidad al palacio imperial (llamado palatium), ubicado en la zona donde hoy se encuentra la iglesia de San Giorgio al Palazzo, de donde se deriva el nombre paleocristiano original basilica palatina, posteriormente cambiada a «San Lorenzo». Otro documento original que data de los años entre 490 y 512 habla de la construcción de una capilla a instancias del obispo Lorenzo I: el año de la dedicación de la iglesia a San Lorenzo es desconocido, sin embargo, se sabe que la dedicación al mártir ya había tenido lugar en la segunda mitad del siglo V.
Al conjunto se accedía originalmente por un cuadripórtico, cuya entrada a su vez estaba precedida por dieciséis columnas de orden corintio tomadas de un templo romano cercano, ahora conocido como las columnas de San Lorenzo. Del aspecto interior original sólo se conoce que estaba decorado con estucos, mármoles de colores y mosaicos, como se describe en el Versum de Mediolano civitate redactado en el siglo VIII.

Mapa de la antigua Milán romana (Mediolanum) (siglos -) que indica las murallas y puertas romanas, el foro, el teatro, el anfiteatro, el circo, el área del palacio imperial (en rosa más claro), la zecca, las termas Erculee, el mausoleo imperial, la via Porticata con el arco triunfal, los magazzini annonari romani di Milano (lat. horrea), el puerto fluvial, los castillos y las basílicas

### De la reconstrucción medieval a la época contemporánea

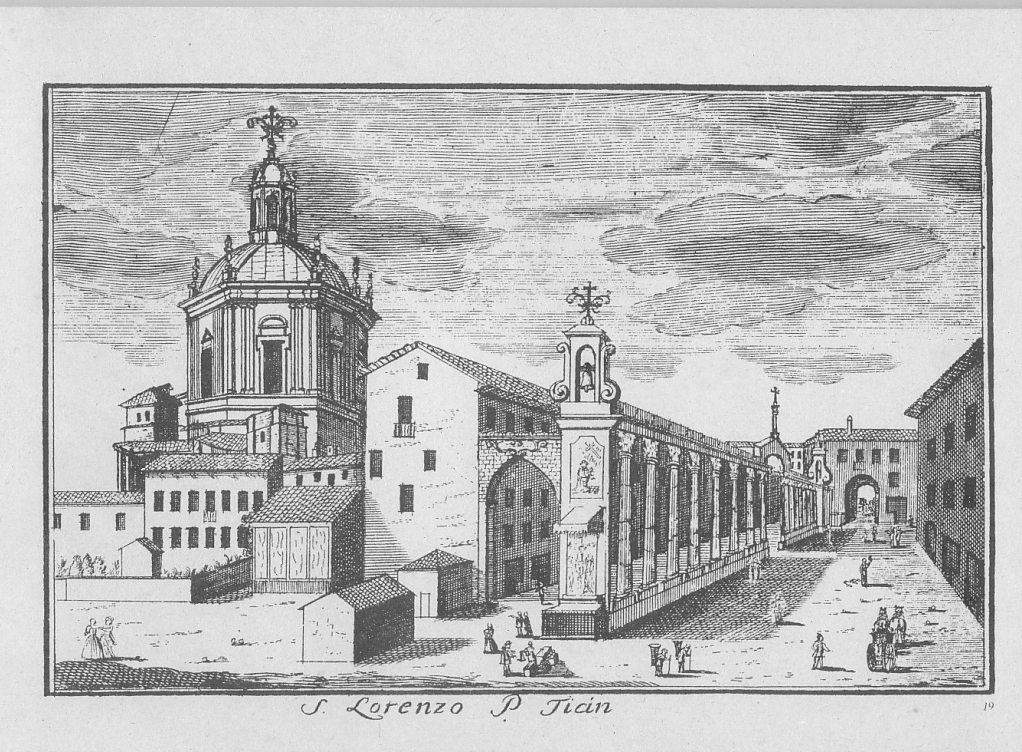
La basílica en un grabado de Marc'Antonio Dal Re (ca. 1745)

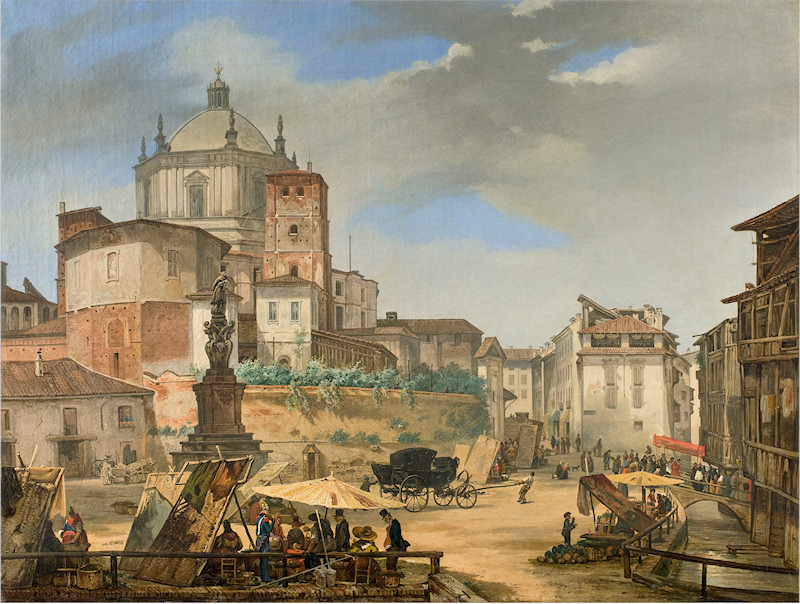
Veduta della piazza della Vetra a Milano (1833), de Giuseppe Elena (1801-1867)

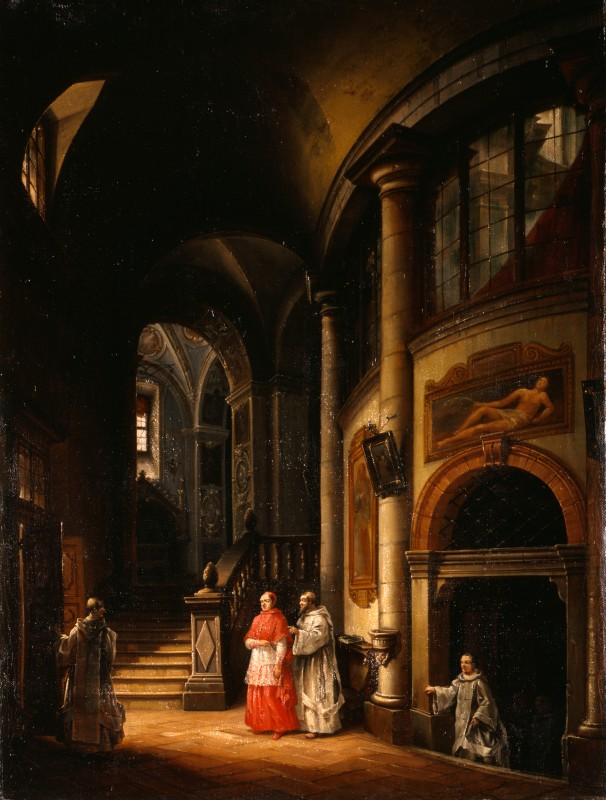
Teodolinda Sabaino Migliara, Interno della basilica di San Lorenzo a Milano (1845); óleo sobre lienzo, 59,3x45 cm, Gallerie di Piazza Scala, Milán

El período comprendido entre los siglos XI y XII fue muy problemático para el edificio: fuertemente arruinado por dos incendios en 1071 y 1075, su cúpula se derrumbó en 1103, solo para ser destruida nuevamente junto con parte del edificio en otro incendio en 1124. Posteriormente, la iglesia fue reconstruida en estilo románico conservando el trazado interior original: esto fue posible gracias al prestigio de que gozaba la basílica por ser el gran monumento que marcaba el legado imperial de la ciudad. La iglesia después de la reconstrucción tuvo que mostrar un tiburio similar al de la basílica de San Ambrosio, aunque mucho más monumental.

A pesar del lamentable período, la basílica aún mantuvo un papel protagónico: de hecho, fue un lugar privilegiado de entierro para los obispos de Milán y otros santos y fue protagonista de importantes acontecimientos de la ciudad, por ejemplo, la aclamación de Bernardo de Claraval que llegó a Milán para oponerse al poder del antipapa Anacleto II y fue alojado en la rectoría de la iglesia. El edificio también se construyó en un lugar ligeramente más alto que la ciudad circundante y, por lo tanto, fue elegido como punto de partida para la procesión de las palmas, en deferencia al descenso de Jesús del monte de los Olivos a Jerusalén.
Si a lo largo del Medioevo la basílica de San Lorenzo siguió siendo un símbolo del legado imperial romano en Milán, en el Renacimiento el templo se convirtió en un símbolo de los cánones clásicos perdidos buscados por los humanistas, así como en un famoso caso de estudio de las soluciones estáticas adoptadas. para sostener una cúpula tan monumental, y fue estudiado entre otros por Bramante, Filarete, Leonardo y Giuliano da Sangallo. En 1573 la iglesia volvió a ver el derrumbe de la cúpula durante una celebración litúrgica, afortunadamente sin causar víctimas. El cardenal Carlo Borromeo, dada la importancia del edificio, hizo todo lo posible para que las obras de reconstrucción comenzaran de inmediato: después de consultar a su arquitecto favorito Pellegrino Tibaldi, finalmente asignó el trabajo a Martino Bassi, quien reconstruyó la cúpula según los gustos de la época con un tiburio octogonal de tradición lombarda.
Durante la reconstrucción, ocurrió un evento milagroso que había sido predicho por el arzobispo Carlo Borromeo: en 1585 una mujer enferma fue sanada frente a una pintura de la Madonna del Latte expuesta en la piazza della Vetra. Tras ese evento, las donaciones se multiplicaron, permitiendo un avance más rápido de los trabajos de reconstrucción. En 1626, una vez finalizados todos los proyectos, la pintura de la Madonna del Latte fue trasladada al altar mayor, donde aún permanece.
Mientras tanto, a lo largo de los años, entre el pórtico de entrada y el cuadriportico de la basílica, se habían interpuesto numerosas casas, visibles en las representaciones antiguas pero también en las fotografías de época de las columnas de San Lorenzo y definidas en las crónicas como "catapecchie" (casuchas), separando y aislando así la iglesia de su antigua entrada. Por tanto, cuando se perdió la función de introducción a la antigua basílica, a partir del siglo XVI surgieron numerosas propuestas para el derribo de las columnas, desde el derribo para crear una calle monumental para el desfile de Felipe II en visita a Milán hasta el derribo durante la reorganización urbana neoclásica, que afortunadamente nunca prosperó.
En los años 1830, el gobierno austríaco inició una remodelación del Vetra: las casas adosadas a la basílica, habitadas por curtidores de cuero, fueron demolidas; el canal del Vetra se cubrió y se suprimieron las ejecuciones. Tras los bombardeos de 1944-1945, las casas destruidas no fueron reconstruidas y se creó el parque de las Basílicas, desde el que se tiene una excelente vista del conjunto. En 1934, sin embargo, las casas construidas en el patio ya habían sido demolidas, con la creación de una plaza pública frente a la basílica.

## Los restos paleocristianos
La capilla de San Aquilino y la capilla de San Hipólito han sobrevivido de la basílica paleocristiana. La capilla octogonal de San Aquilino está conectada a la basílica por un atrio que una vez estuvo completamente recubierto de mosaicos. Algunos de esos fragmentos permanecen con figuras de apóstoles y patriarcas de las tribus de Israel, de notable calidad por la expresividad de las figuras y el estudio de las sombras, lo que las acerca a los mosaicos del mausoleo de Gala Placidia en Rávena y de Santa Maria Maggiore en Roma. La capilla tiene una base octogonal y está totalmente revestida de mármol policromado. La cúpula, con bóveda gajonada, es originaria de la Antigüedad tardía; para aligerar el peso de la estructura, se insertaron en la cubierta tubos de arcilla (tubi fittili) y ánforas huecas. La decoración de la cúpula fue destruida en el siglo XVII, probablemente por el mal estado de conservación o por la iconografía lo que ahora es difícilmente comprensibile.
La capilla de San Hipólito, también octogonal pero organizada internamente en cruz griega, es más pequeña que la capilla de San Aquilino. Destacan cuatro columnas de la época paleocristiana con capiteles corintios situadas en la intersección de los brazos de la cruz griega y que anteriormente pertenecieron a algún edificio de la Milán romana. Los mosaicos paleocristianos que alguna vez decoraron la capilla se han perdido. Los cimientos de la capilla de San Hipólito son siempre de la época paleocristiana. En la capilla de San Hipólito hay muchos restos de la Milán romana, utilizados anteriormente en otros lugares y luego llevados a la basílica, como algunos bloques de piedra de las murallas y varias cornisas que adornan los muros.

## Arquitectura

### Aspecto antiguo
El edificio original se desarrollaba, como hoy, en torno a una planta central y estaba precedido por un pórtico de cuatro lados y rodeado por dos cuerpos conectados. El acceso al cuadripórtico se realizaba a través de una columnata, formada por las actuales Columnas de San Lorenzo, que a su vez daba acceso a tres portales que daban acceso al cuerpo principal.
En las cuatro esquinas del edificio se erigieron torres cuadradas, que aún existen. El conjunto estaba coronado por una cúpula perdida de la que se sabe poco. El interior estaba iluminado por grandes ventanales, y probablemente decorado con mármol en la parte inferior y con mosaicos en las bóvedas y arcos. De los dos cuerpos laterales, el menor estaba al este, frente a la entrada: una capilla de cruz griega, más tarde octogonal, dedicada a San Hipólito. El cuerpo mayor estaba al sur, con la función de mausoleo imperial: la tradición atribuye su fundación a Gala Placidia, razón por la cual la capilla tomó el nombre de la capilla de la Reina.

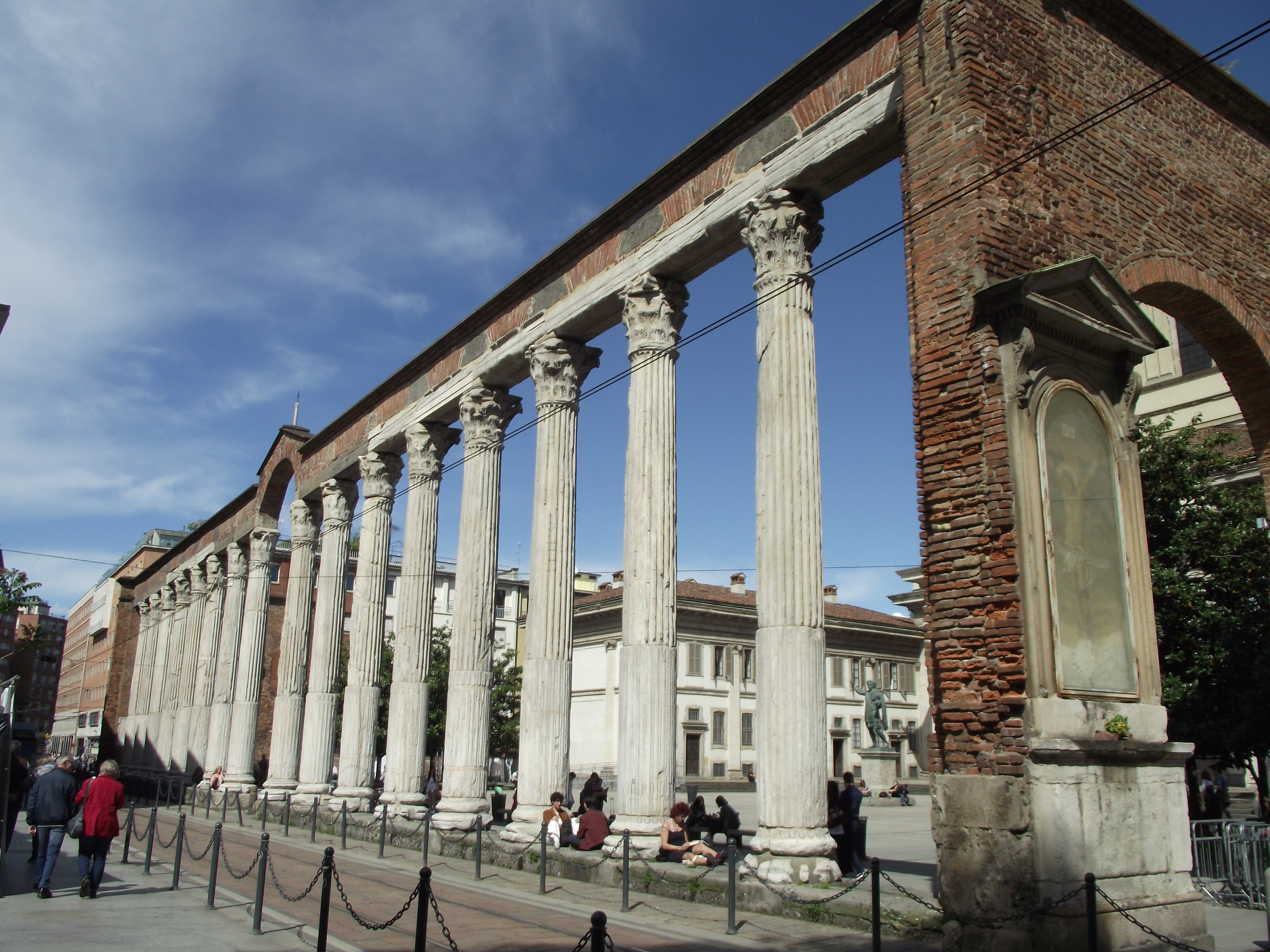
Columnas de San Lorenzo
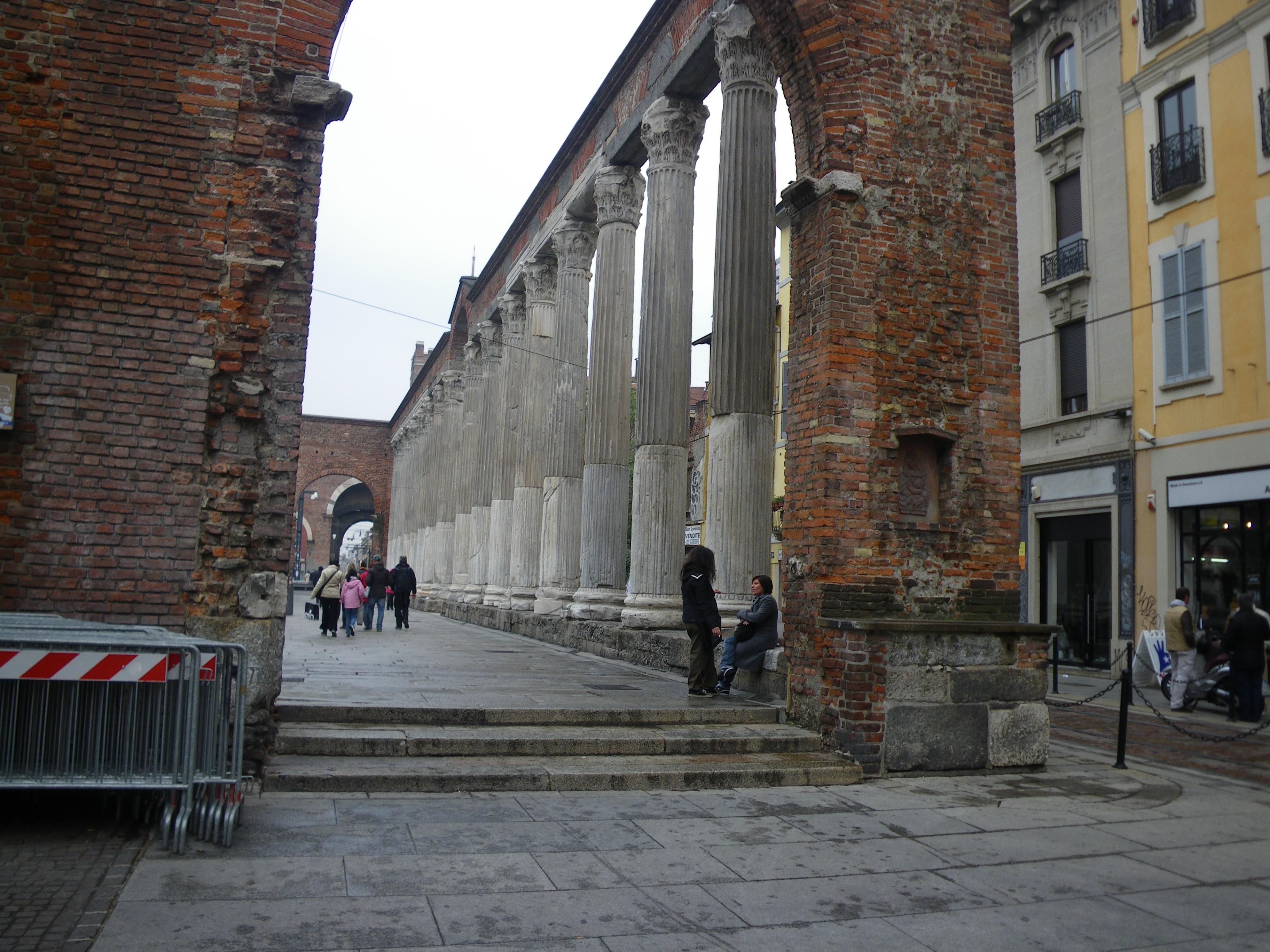
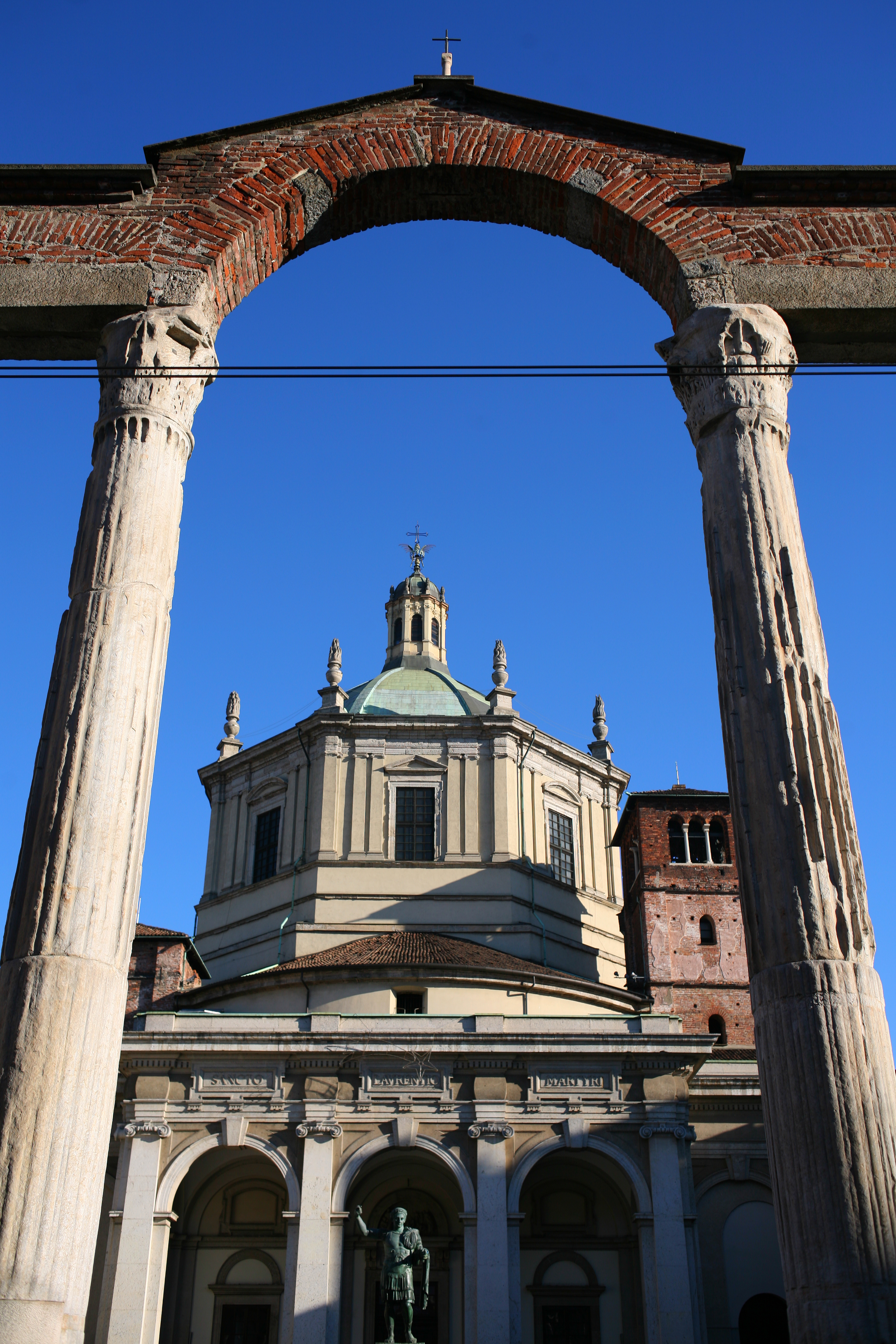
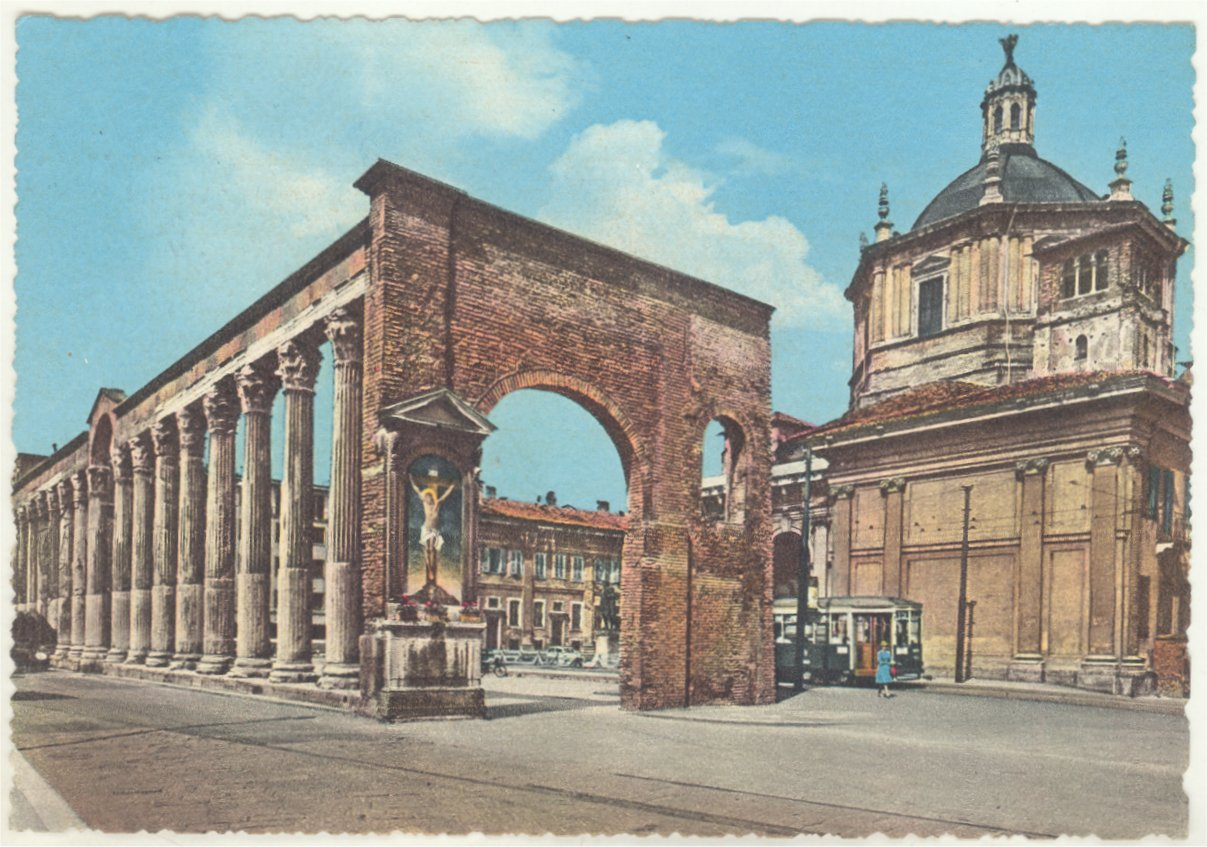
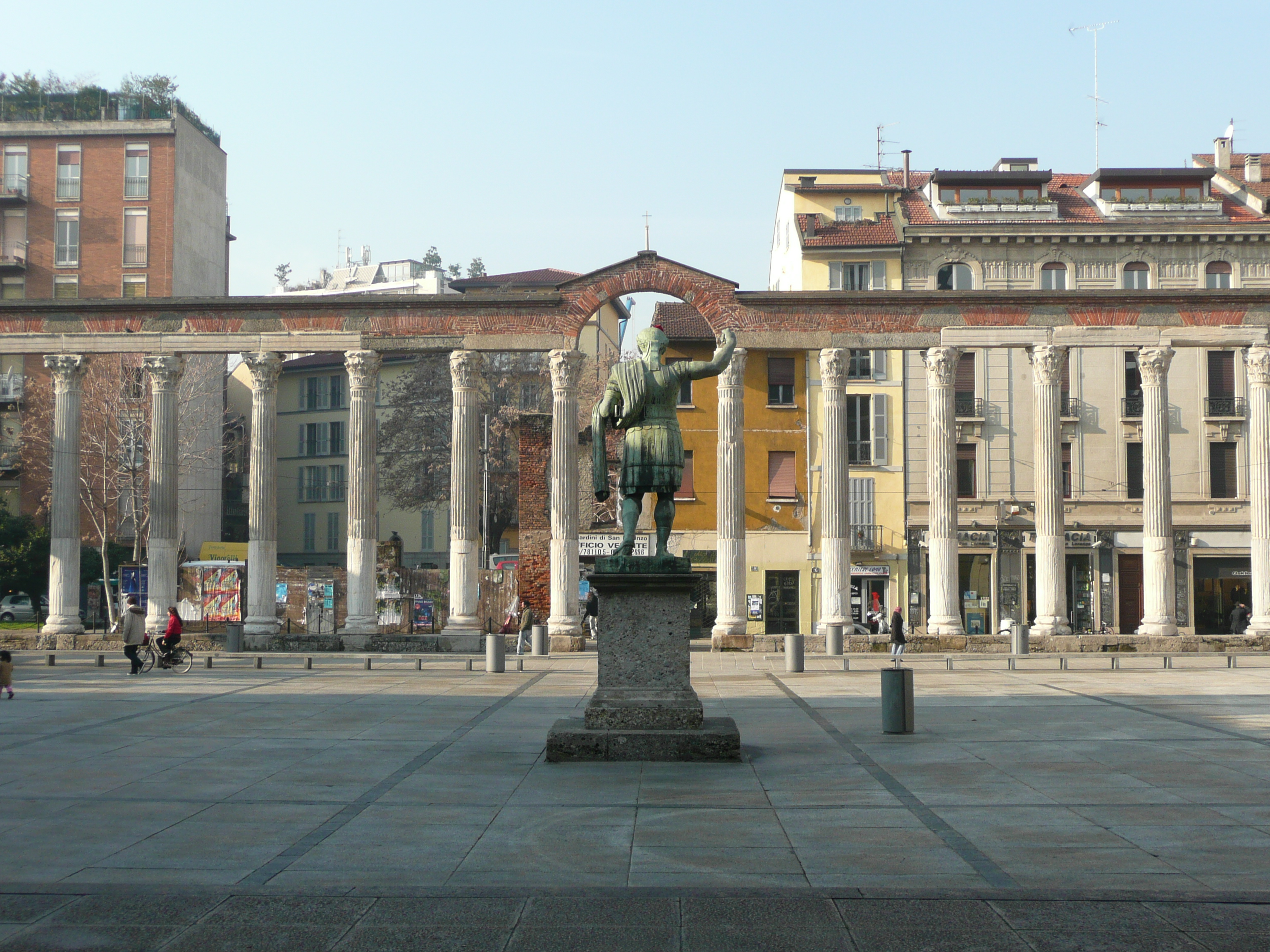

### Exterior del edificio

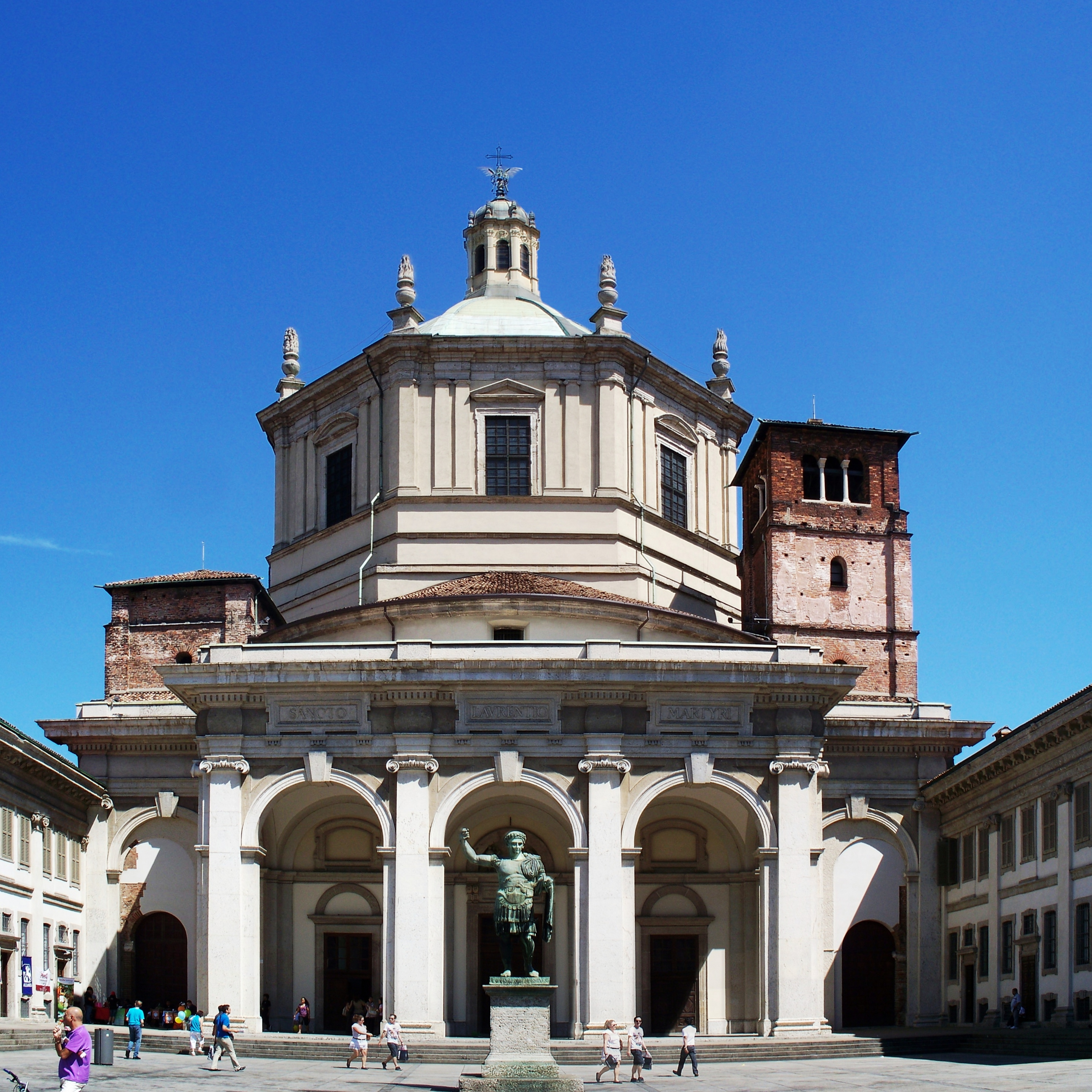
La fachada

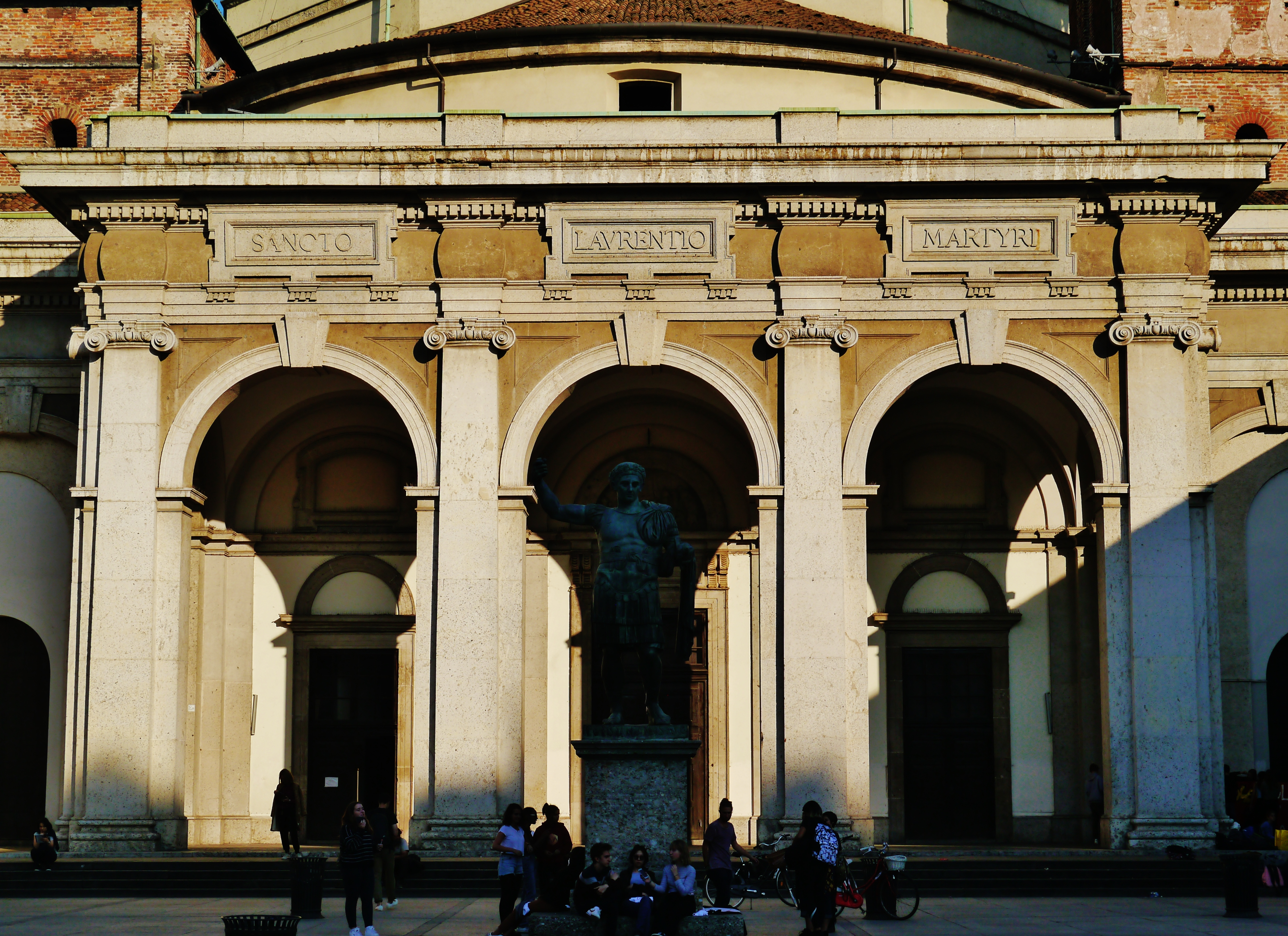
La fachada

La fachada de la iglesia sobre el corso de puerta Ticino, construida en el siglo XIX por Cesare Nava siguiendo los proyectos antiguos de Martino Bassi, es antecedida por una pronao con pilastras de orden jónico intercaladas con arcos de medio punto con cartelas talladas en la piedra angular, sobre el arquitrabe está presente la dedicación a la iglesia. El frente actual retoma la forma del pronaos y tiene tres vanos con portales y arquitrabes.
La iglesia tiene cuatro campanarios que también tenían una función estática de contener la carga de la cúpula. Realizada en terracota vista, la torre de la izquierda mirando desde el cementerio está cortada, mientras que la de la derecha está decorada en la parte superior con tríforas de arco de medio punto sobre pequeñas columnas con capiteles decorados con motivos de hojas. Desde atrás, la torre derecha de la piazza Vetra tiene una abertura en forma de hendidura, mientras que la izquierda está decorada de manera similar a la de la derecha del cementerio. También desde la parte trasera es posible ver la serie de capillas que se extienden desde el cuerpo principal: la mayor, a la izquierda, es la capilla de San Aquilino, de forma octogonal como la capilla menor de San Hipólito a la derecha.
Sin embargo, el elemento característico del edificio es la cúpula, construida en la segunda mitad del siglo XVI según un proyecto de Martino Bassi: la cúpula tiene forma octogonal: el tiburio está marcado por lesenas y pilastras de esquina, con ventanas rectangulares coronadas por tímpanos triangulares y curvilíneos, y tiene una linterna en la parte superior. La reconstruida cúpula del siglo XVI generalmente se considera un resultado excelente, especialmente si se compara con la importancia y el prestigio que debió tener la iglesia: el alto tambor que oculta casi por completo la cúpula fue sin duda una inspiración en la cúpula Sant'Ivo alla Sapienza de Borromini. Este aspecto de la cúpula que ocultaba el tambor fue retomado y acentuado por el propio Borromini en la posterior construcción de la cúpula de la basílica de Sant'Andrea delle Fratte.

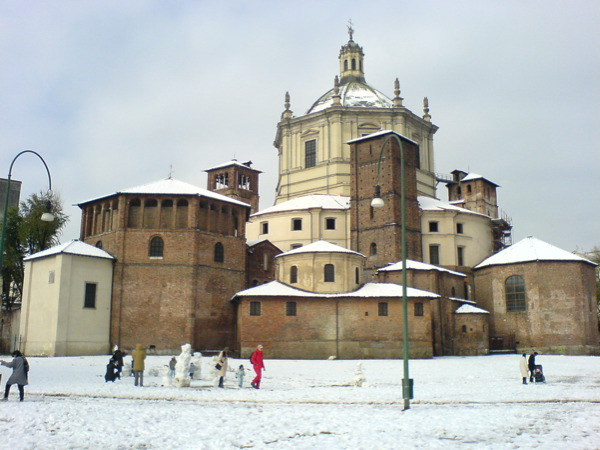
El conjunto nevado desde el parque de las Basílicas
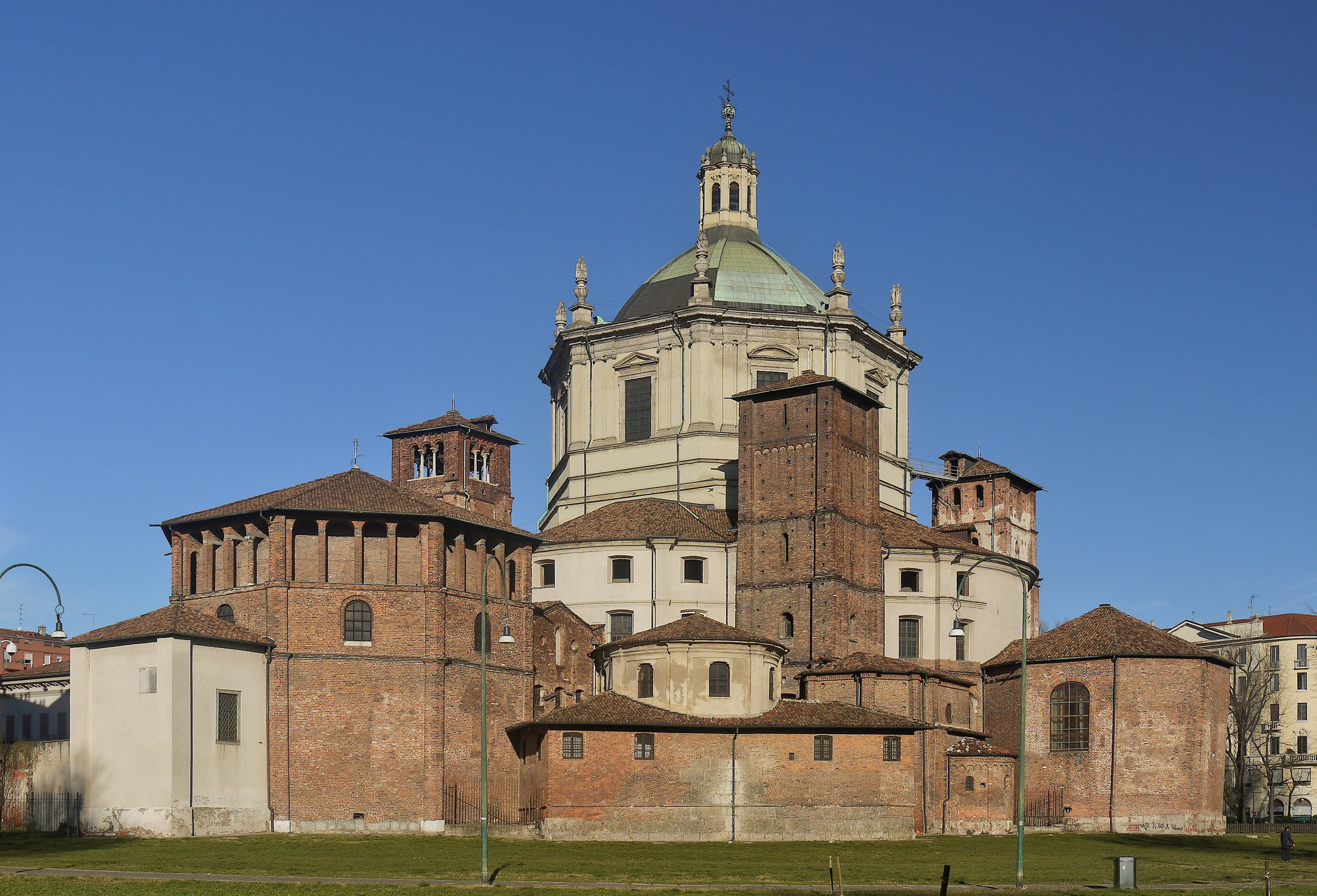
El conjunto visto desde el parque de las Basílicas
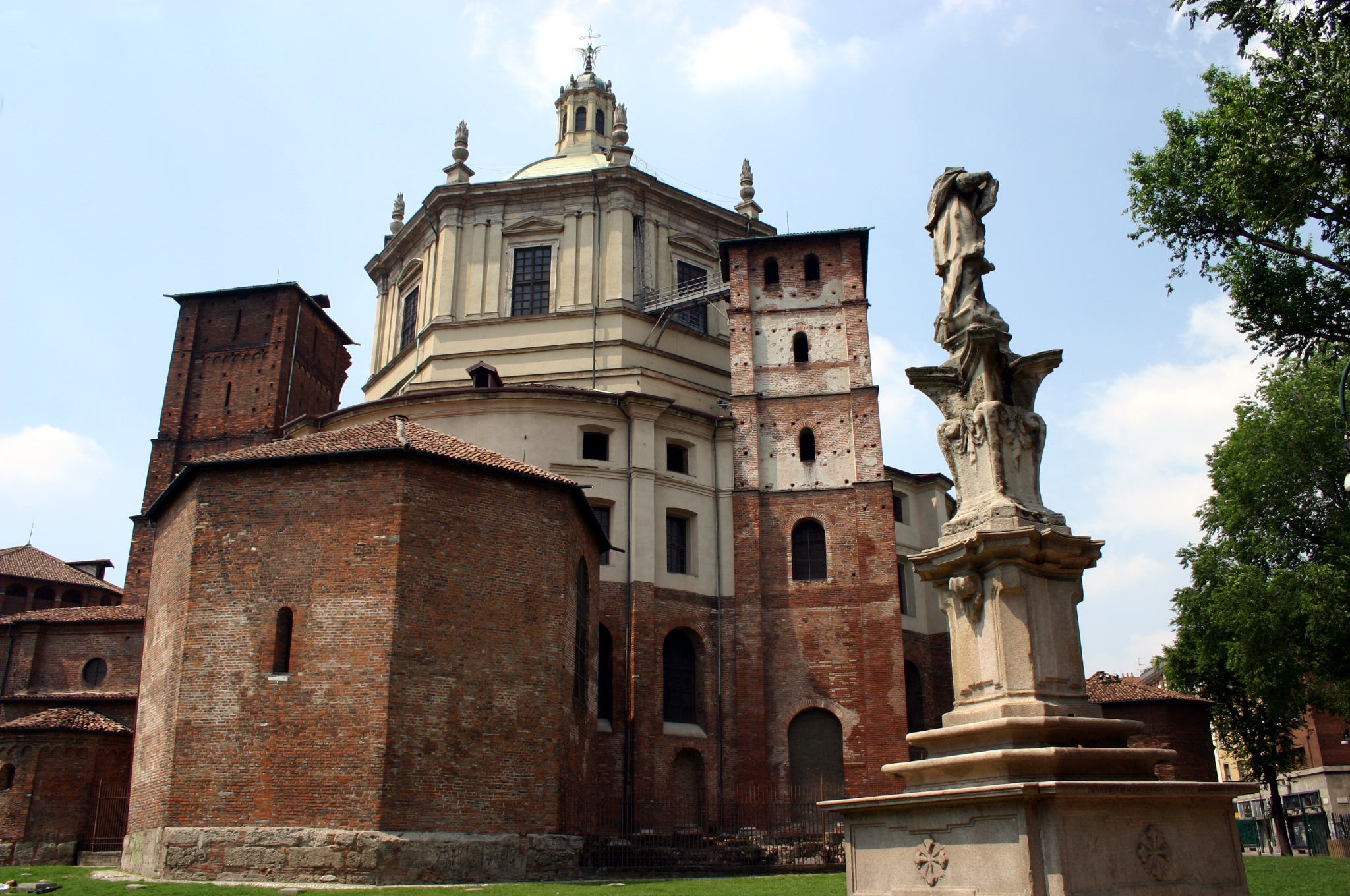
El ábside; a la izqda., capilla de San Hipóolito; delante, monumento barroco a San Lazaro (1728)
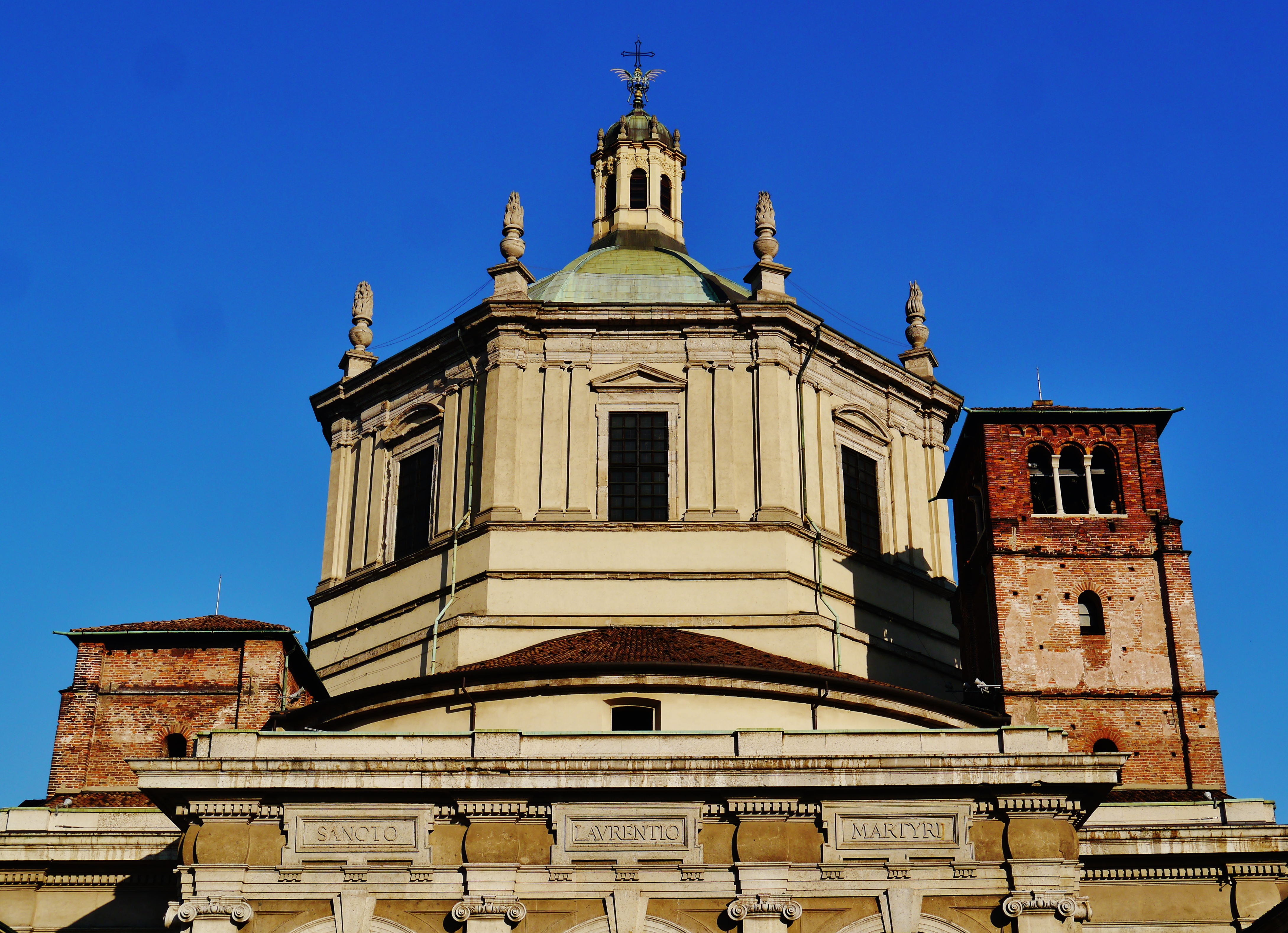
Detalle del tiburio con las columnas de San Lorenzo
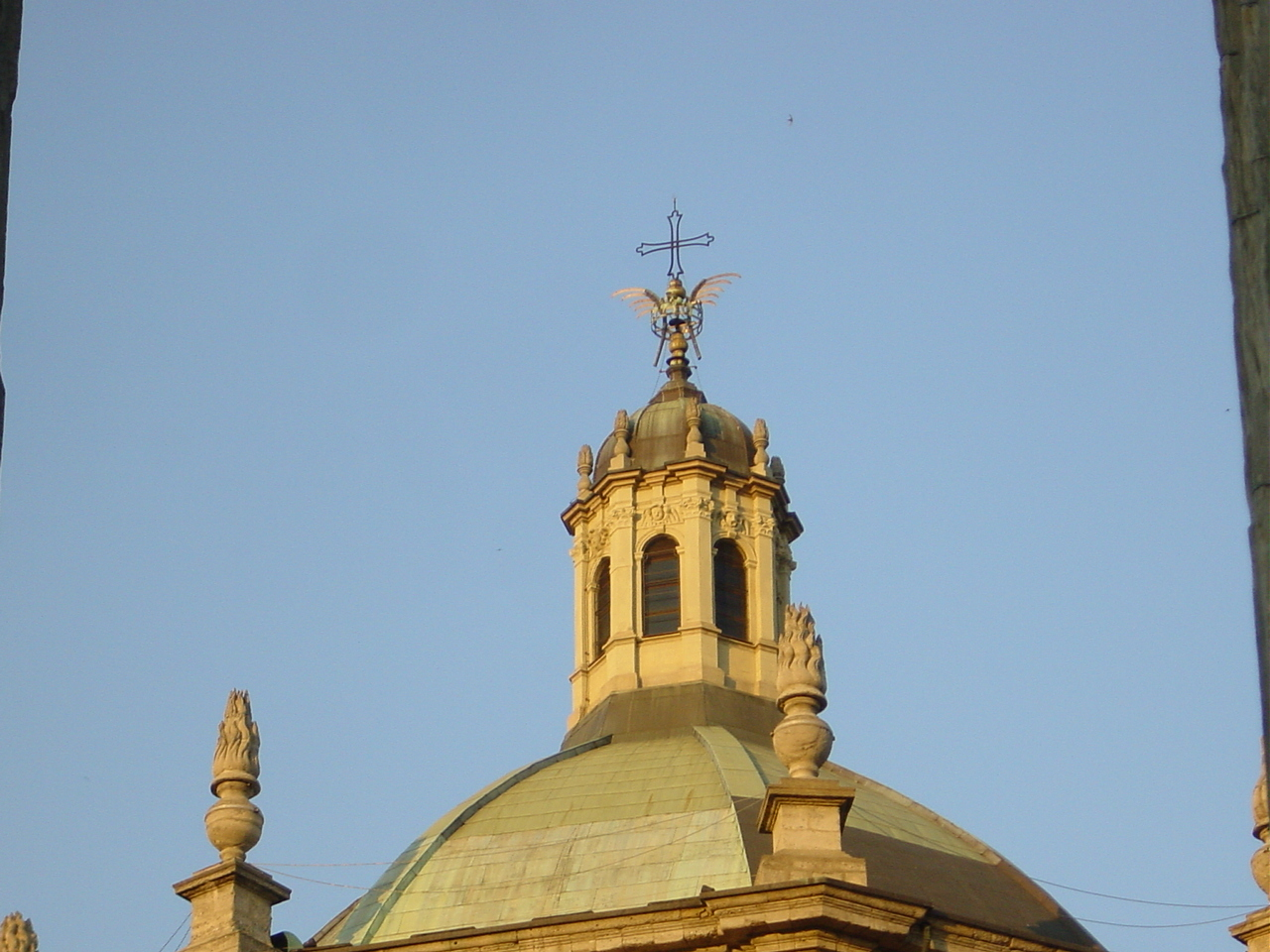
Detalle de la linterna

### Interior de la basílica

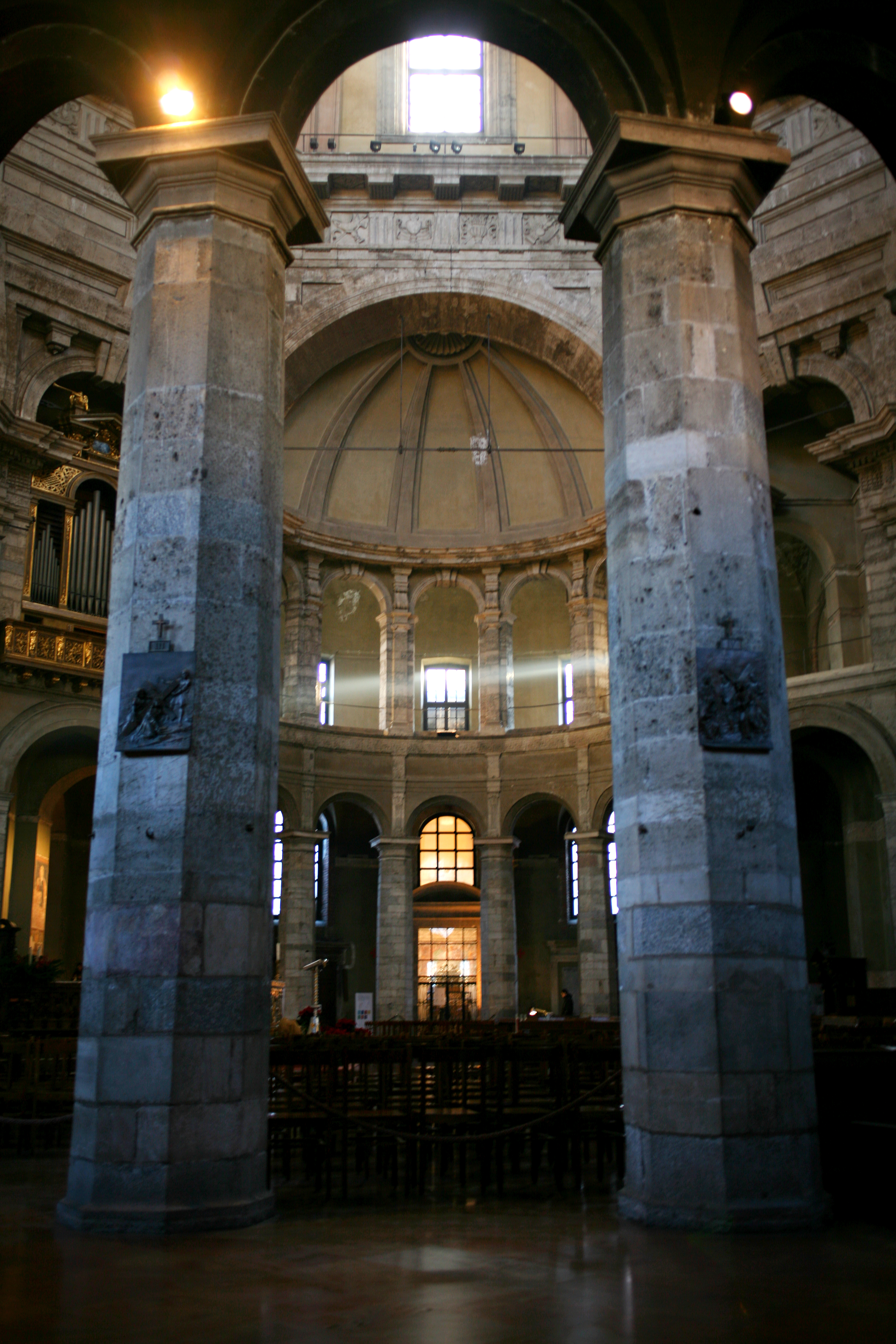
El interior

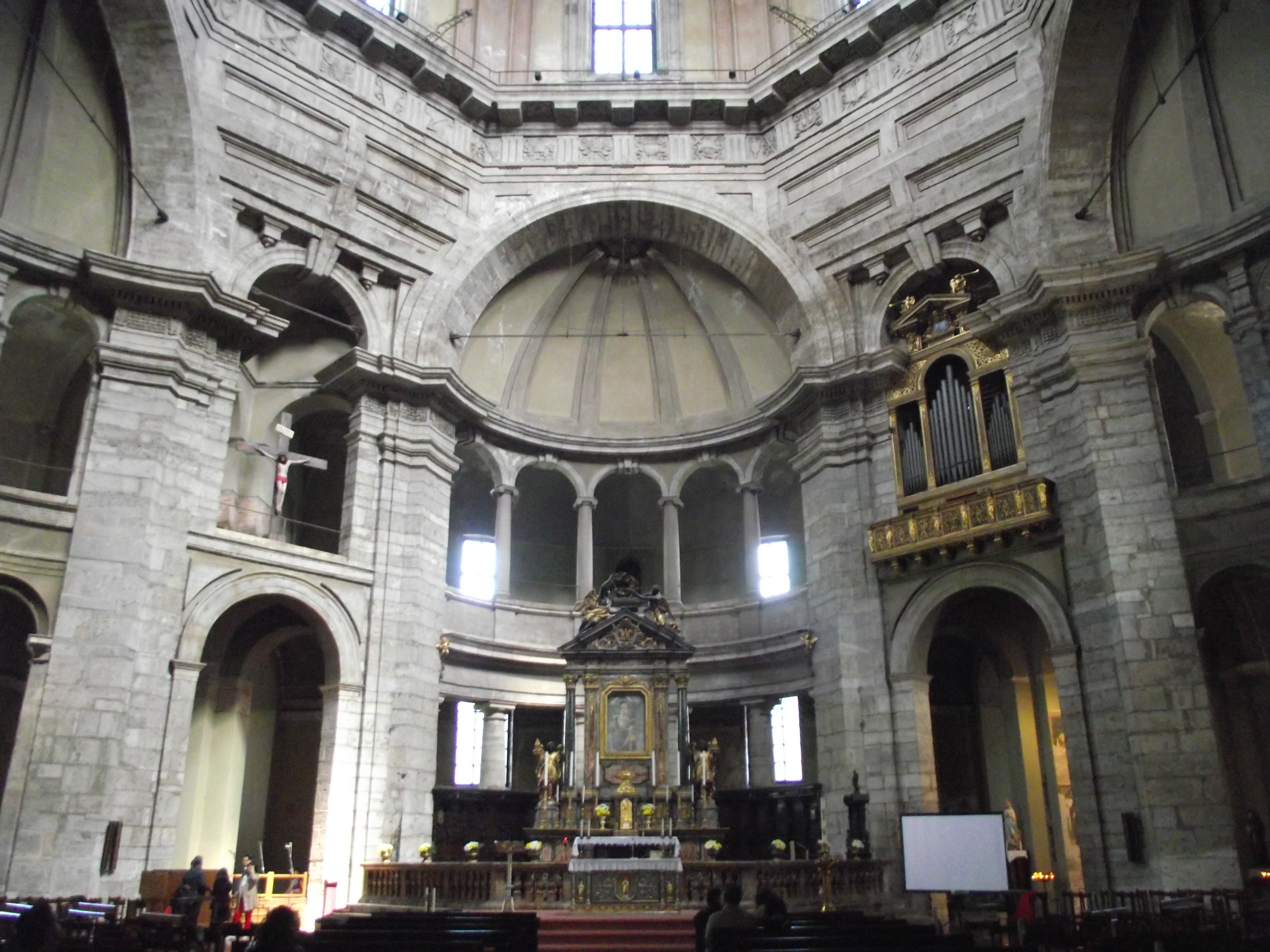
Vista del presbiterio

La planta, cuya estructura se ha mantenido prácticamente inalterada desde su fundación, está formada por un cuadrado y un círculo superpuestos, propiamente llamado tetraconco, o planta central cuadrada con cuatro ábsides, uno a cada lado. Por tanto, el aula se organiza con una estructura concéntrica con la planta exterior para formar un deambulatorio a su alrededor, por ello de forma octogonal con pilares triangulares calados y exedras porticadas en dos órdenes horizontales superpuestos, en correspondencia con los ábsides: el inferior con pilares de orden dórico y el superior de orden jónico que actúa como matroneo
Entre el 489 y el 511 el obispo Lorenzo mandó edificar al norte un tercer cuerpo, una capilla dedicada a San Sisto, destinada al entierro de los metropolitanos. Quizás en ese período, después de que la autoridad romana en Italia viniese a menos, el mausoleo al sur de la basílica se transformó en una capilla dedicada al mártir de San Genesio. Hacia el siglo VI se abren dos portales en el muro oriental, frente a la entrada, que dan acceso a dos salas con ábsides.
La solución de construir una capilla satélite conectada al cuerpo central sobre las exedras curvas permitió utilizar por primera vez el uso de portales en curva, una solución poco común pero reutilizada en arquitecturas famosas como en el patio de la casa Mantegna, en la iglesia de Sant'Ivo alla Sapienza de Borromini y en diversas arquitecturas de Luigi Vanvitelli.
En el siglo X, probablemente en la época otoniana, se llevaron a cabo renovaciones, quizás con la participación de trabajadores bizantinos que mantenían el conocimiento de las técnicas clásicas de construcción y decoración. Poco se sabe de esas restauraciones, pero se supone que la cúpula fue reconstruida con caños de arcilla (tubi fittili), haciéndola más ligera que la anterior, quizás ya dañada hasta el punto de justificar una reconstrucción. Tras las calamidades del siglo XI, las restauraciones de los siglos XII y XIII se centraron en dar estabilidad al conjunto, reconstruir los pilares que sostenían la cúpula y realizar otras intervenciones en las estructuras portantes (columnas, torres). En ese período se añadió un tiburio, sostenida por arbotantes apoyados en las torres, por encima de la cúpula. En el siglo XV, se creó la capilla Cittadini en el salón absidal sureste, que ya había sido remodelado en el siglo XI.
En 1623, a instancias del arzobispo Federico Borromeo, se inició la construcción de la casa parroquial a los lados del patio, según un proyecto del arquitecto Aurelio Trezzi y Francesco Maria Richino; la construcción se terminó en 1626. En 1713, por iniciativa de Francesco Croce, se construyó la capilla del Riscatto, entre San Aquilino y la Sagrada Familia (ahora convertida en sacristía).

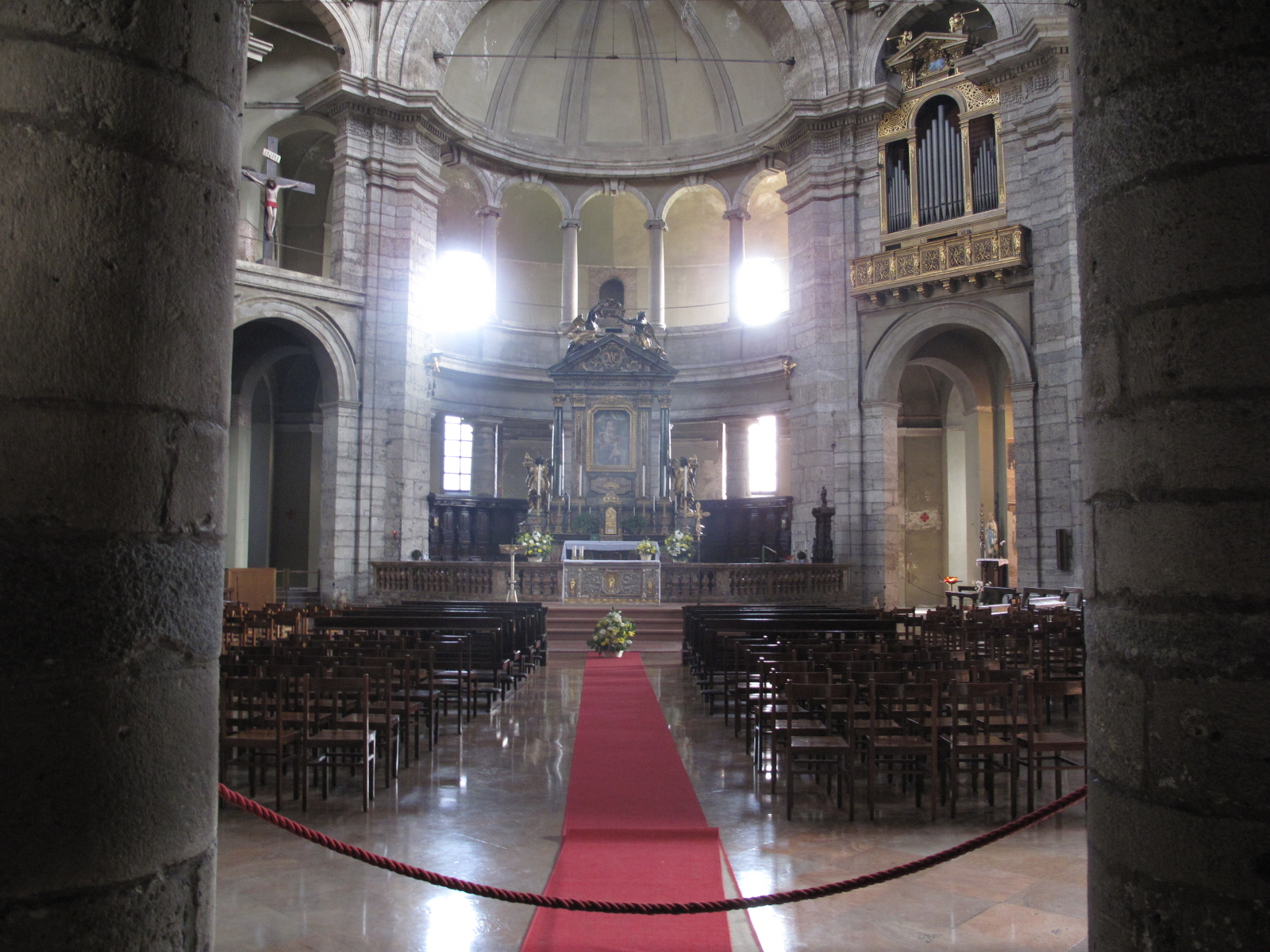
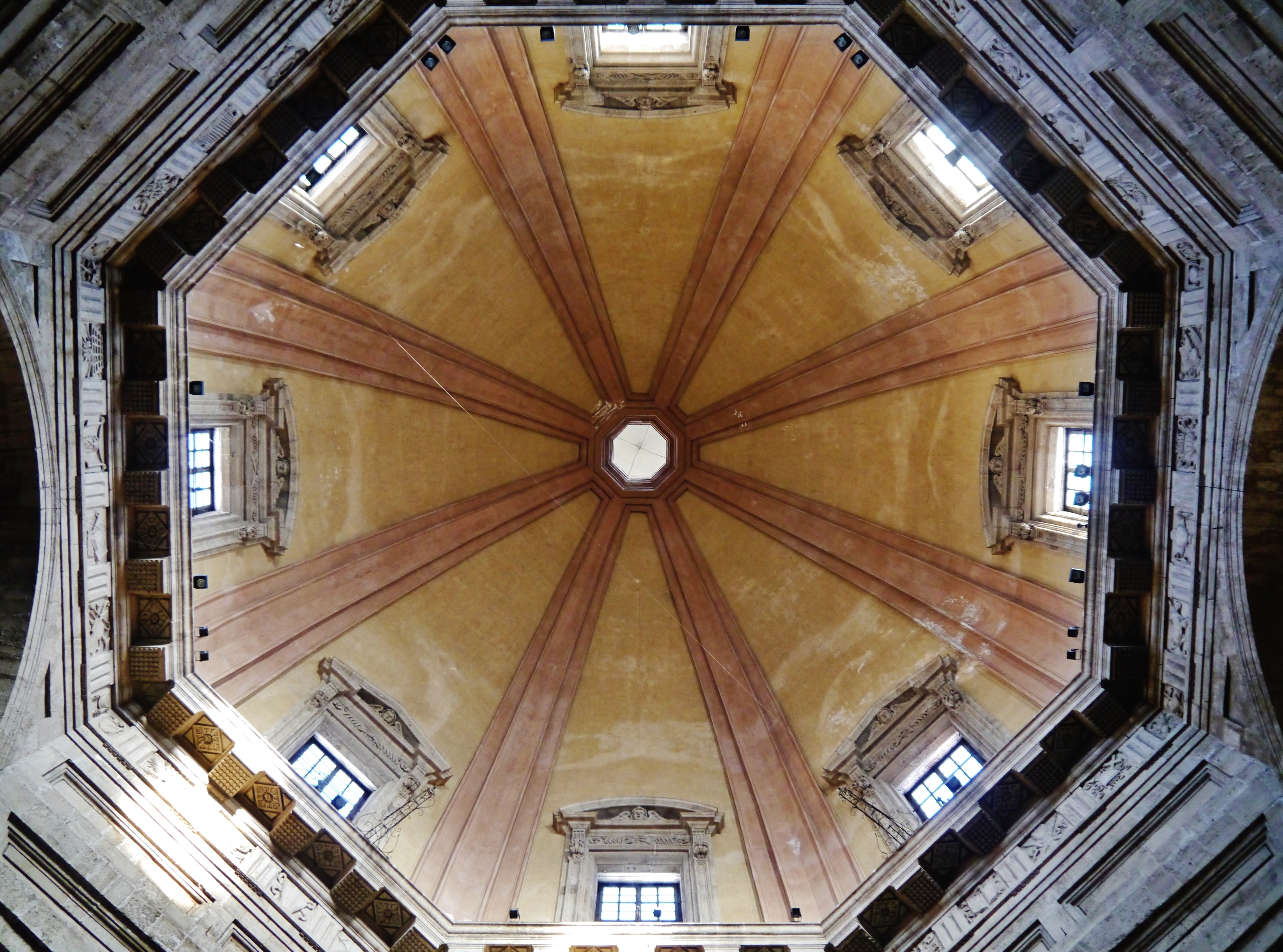
La cúpula
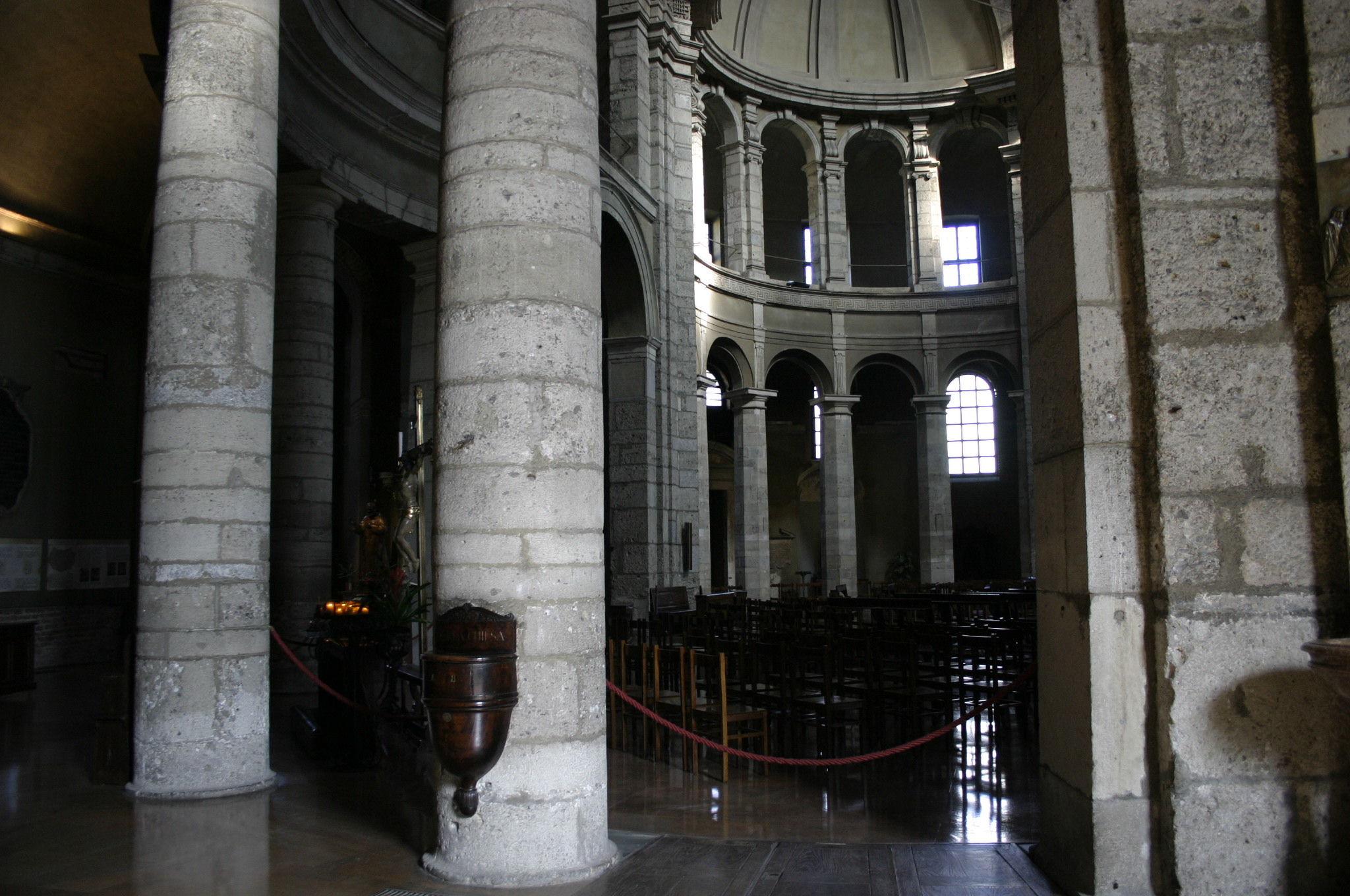
deambulatorio
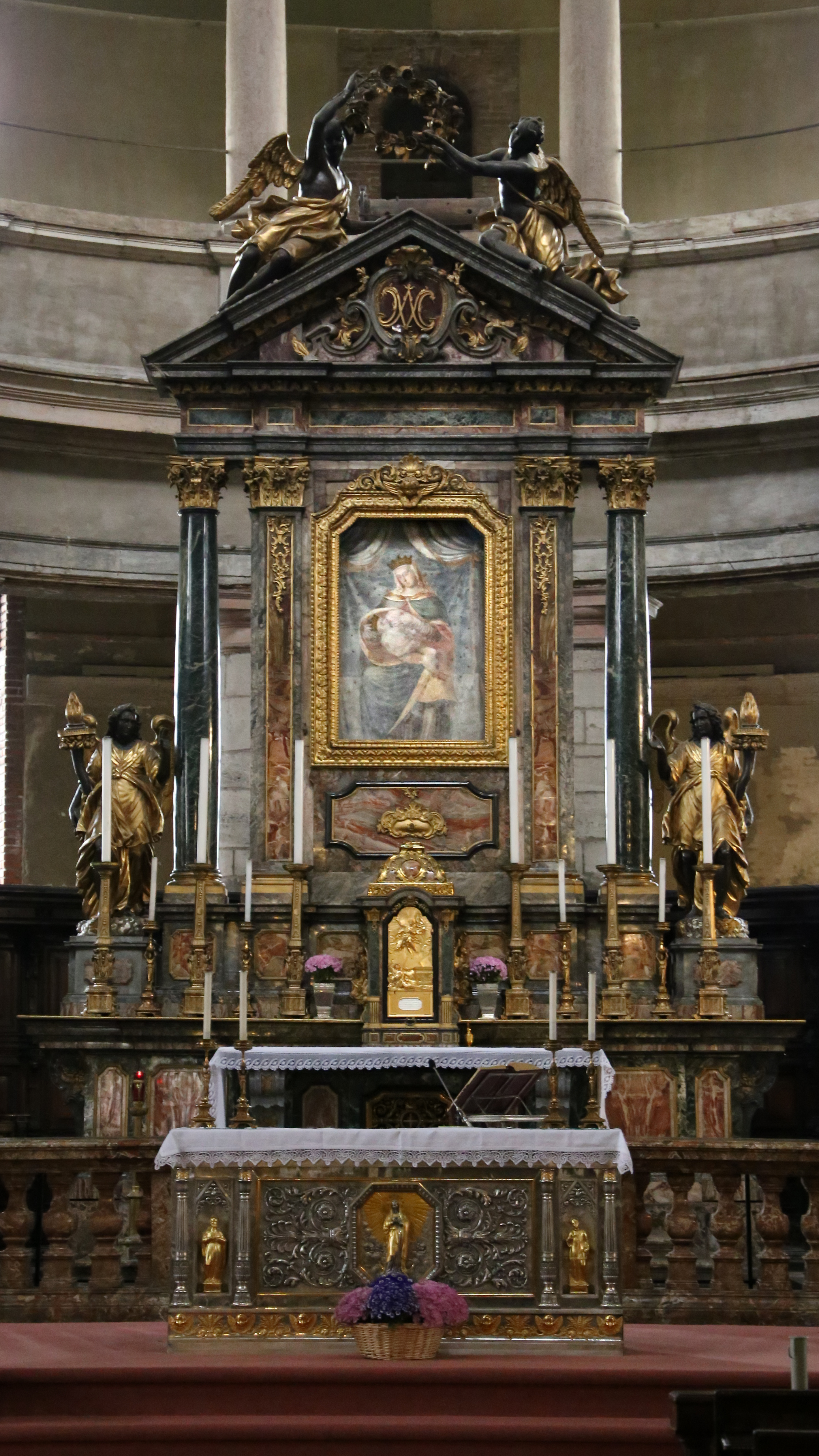
Altar mayor

### Capilla de San Aquilino

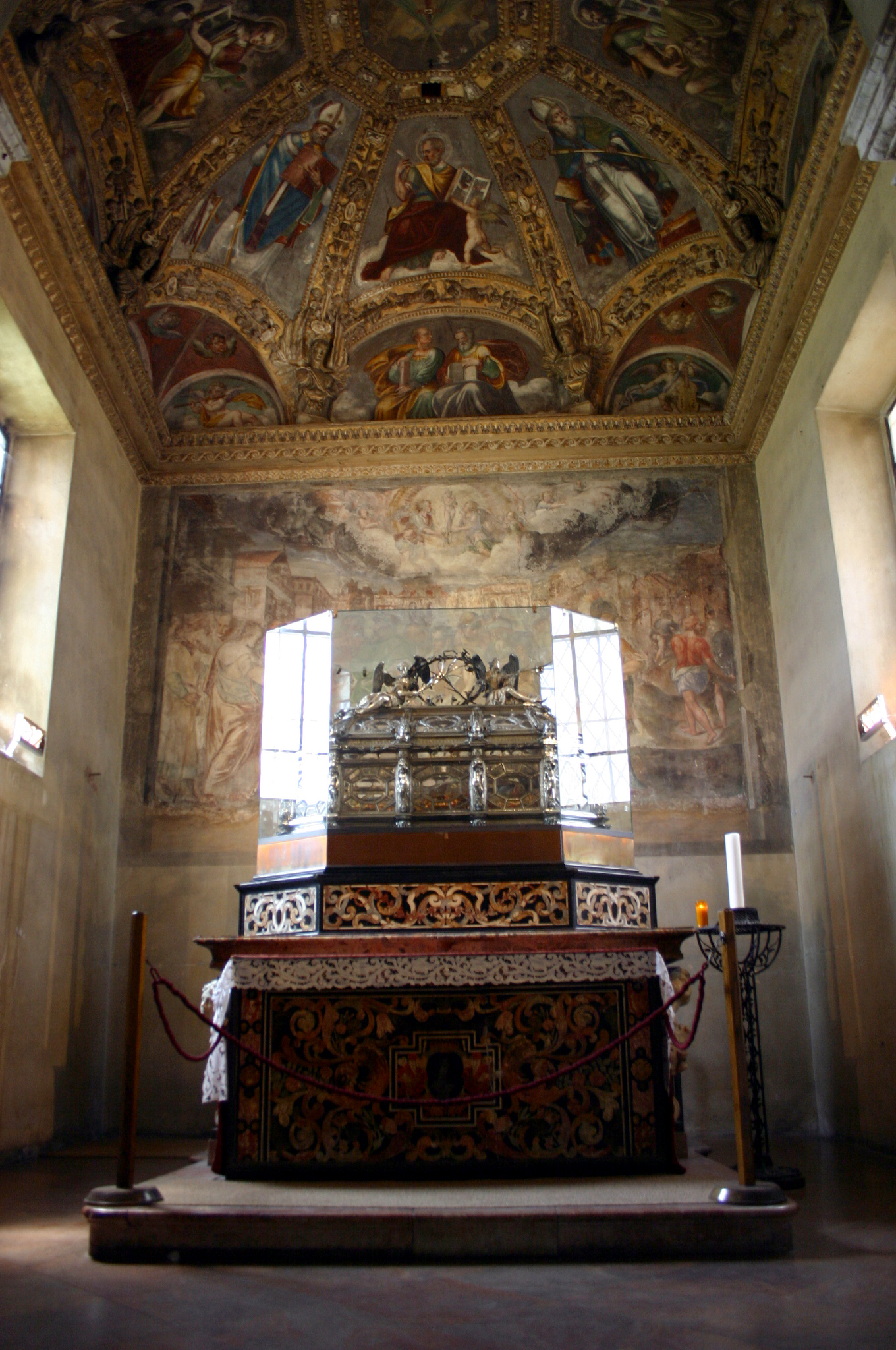
La capilla de San Aquilino

Inicialmente dedicada a San Genesio, en el siglo XVI la capilla fue rededicada a san Aquilino por iniciativa del arzobispo Carlo Borromeo, siendo las reliquias de san Genesio colocadas en la capilla; a sus lados se agregaron dos capillas, dedicadas a san Juan Bautista y a la Sagrada Familia.
La capilla, originalmente un edificio independiente, es la más grande del conjunto y tiene una planta octogonal con hornacinas alternas semicirculares y cuadradas. La entrada a la capilla está precedida por un atrio por el que se accede pasando por un portal de mármol original de época romana, densamente decorado con relieves de temática vegetal y animal: el atrio, de planta cuadrada y cubierto por una bóveda de cañón, estuvo una vez recubierto con frescos, de los que quedan pocos fragmentos, y mosaicos, de los cuales se pueden admirar los restos con figuras de Apostoli y Patriarchi delle tribù di Israele atribuibles en estilo a los mosaicos del mausoleo de Galla Placidia en Rávena.
Una buena parte de las decoraciones de la primitiva capilla se perdieron durante las renovaciones del período barroco, posteriormente retiradas en una restauración conservadora del siglo XX. El altar mayor, sobre el que se colocaron los restos de san Aquilino en una urna de plata realizada por Carlo Garavaglia, se encuentra en un hueco de la capilla donde queda el único vestigio de la decoración del siglo XVII, formado por frescos de Carlo Urbino que representan el Ritrovamento del corpo di Sant'Aquilino. [El descubrimiento del cuerpo de Sant'Aquilino]. Junto al espacio del altar mayor se encuentran los principales restos de la decoración original que data del siglo V: a la izquierda el mosaico más arruinado, que muestra la figura de un buon pastore; los restos de una figura del Carro del fuoco sugerirían que originalmente era una representación del Profeta Elia. A la derecha está el mosaico más completo del Cristo fra gli Apostoli. En el matroneo de la capilla hay restos de decoración pictórica también del siglo V.

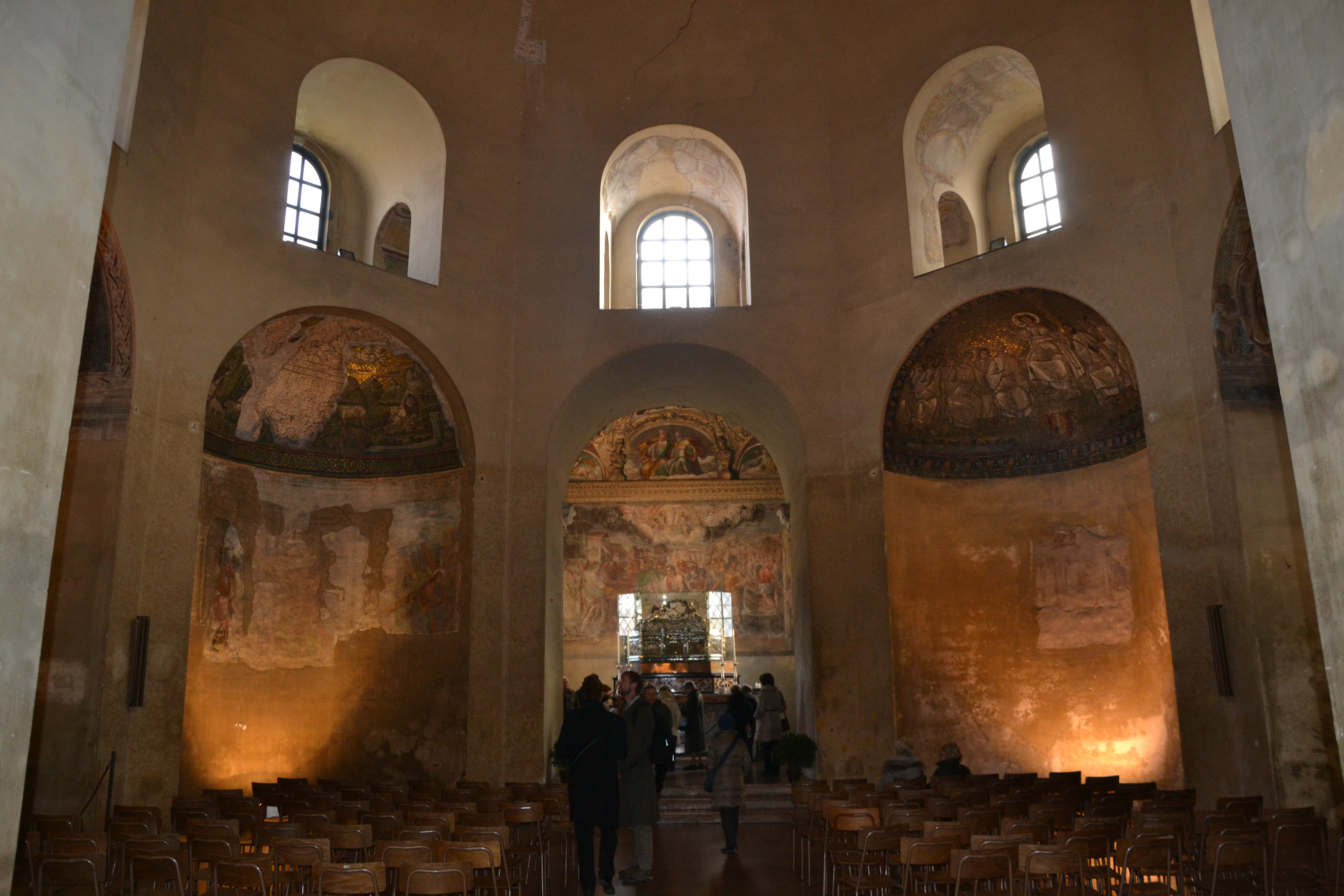
Interior
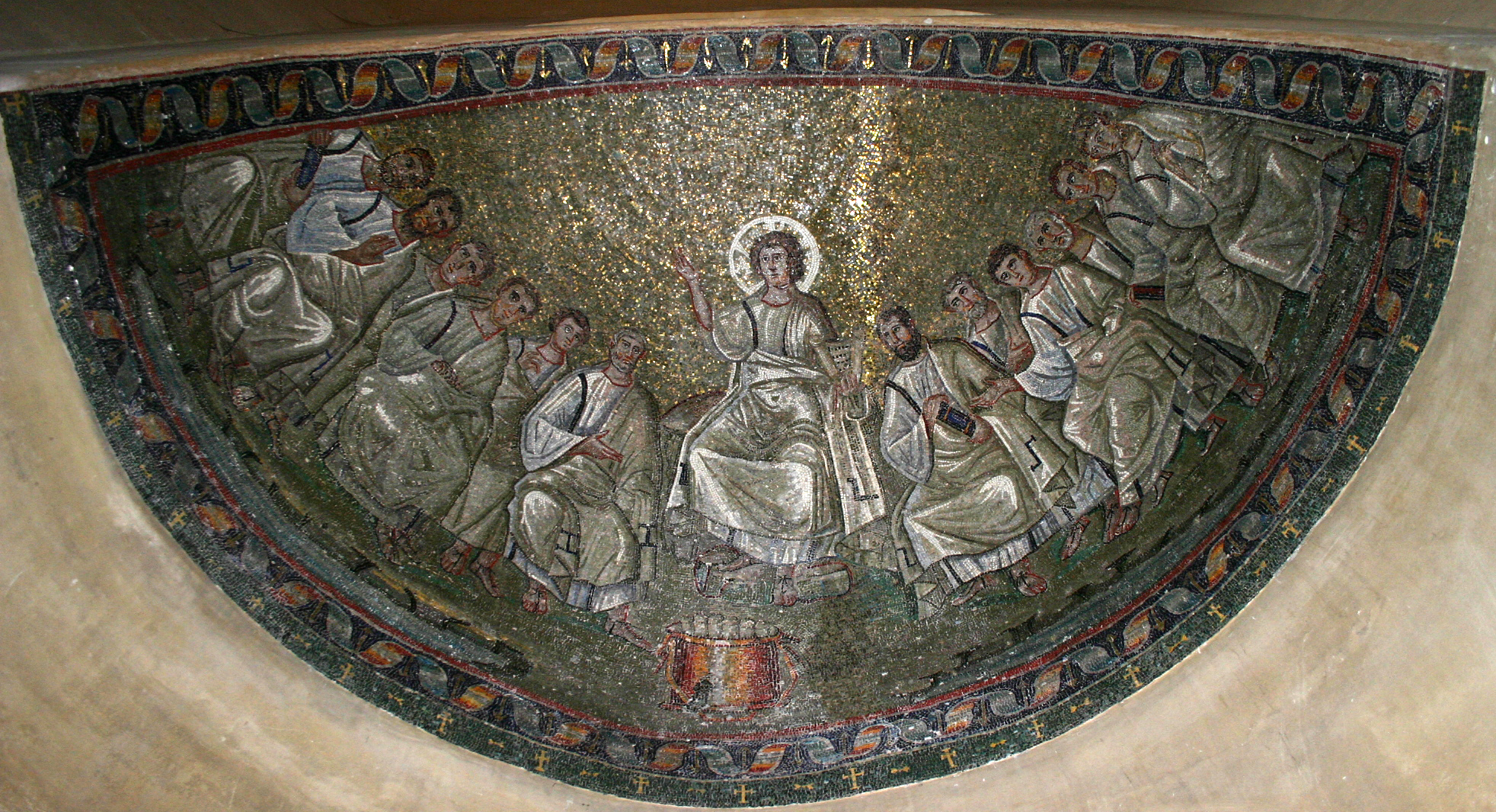
Mosaico romano de la capilla
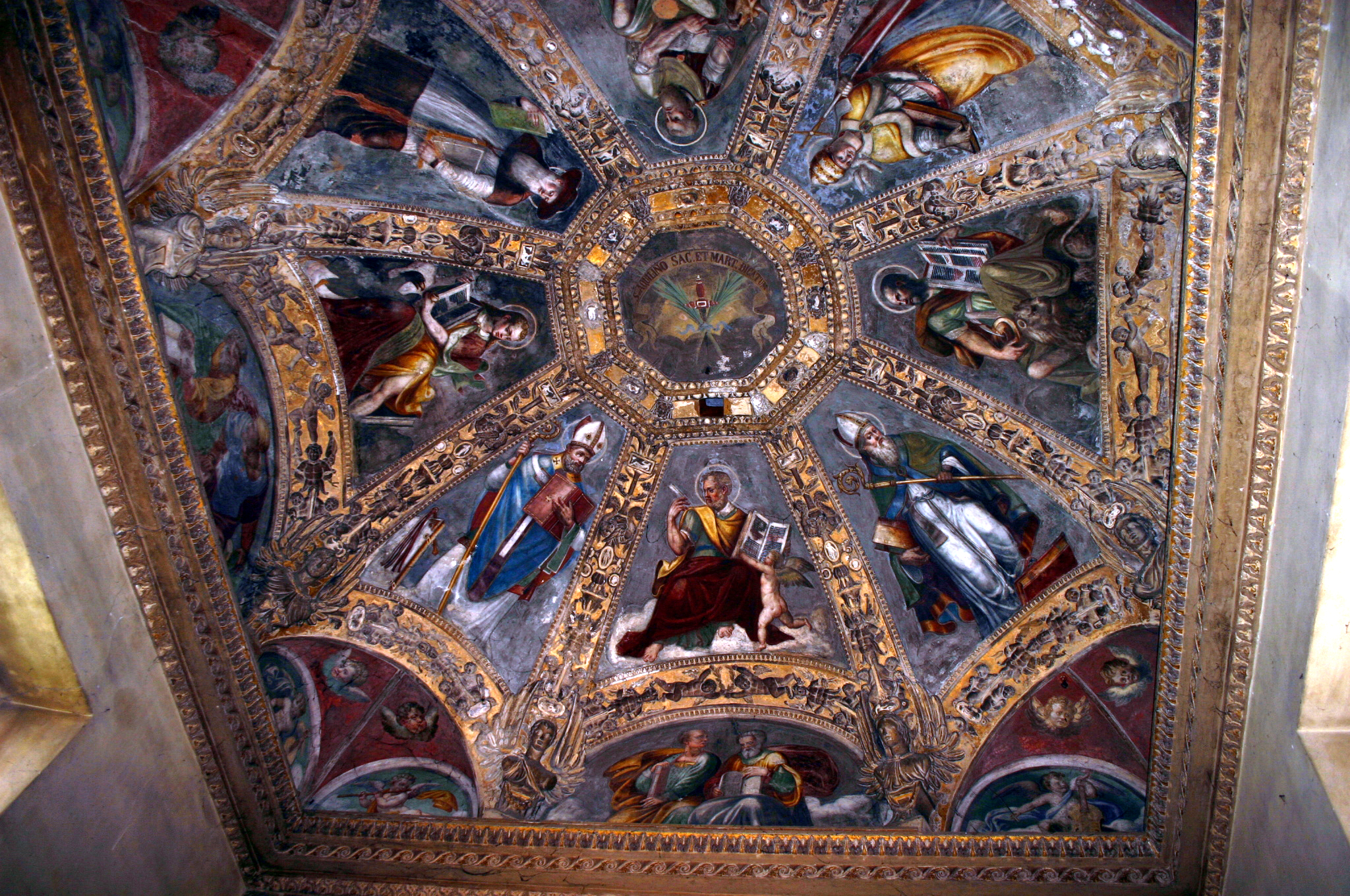
Sofito del altar de San Aquilino
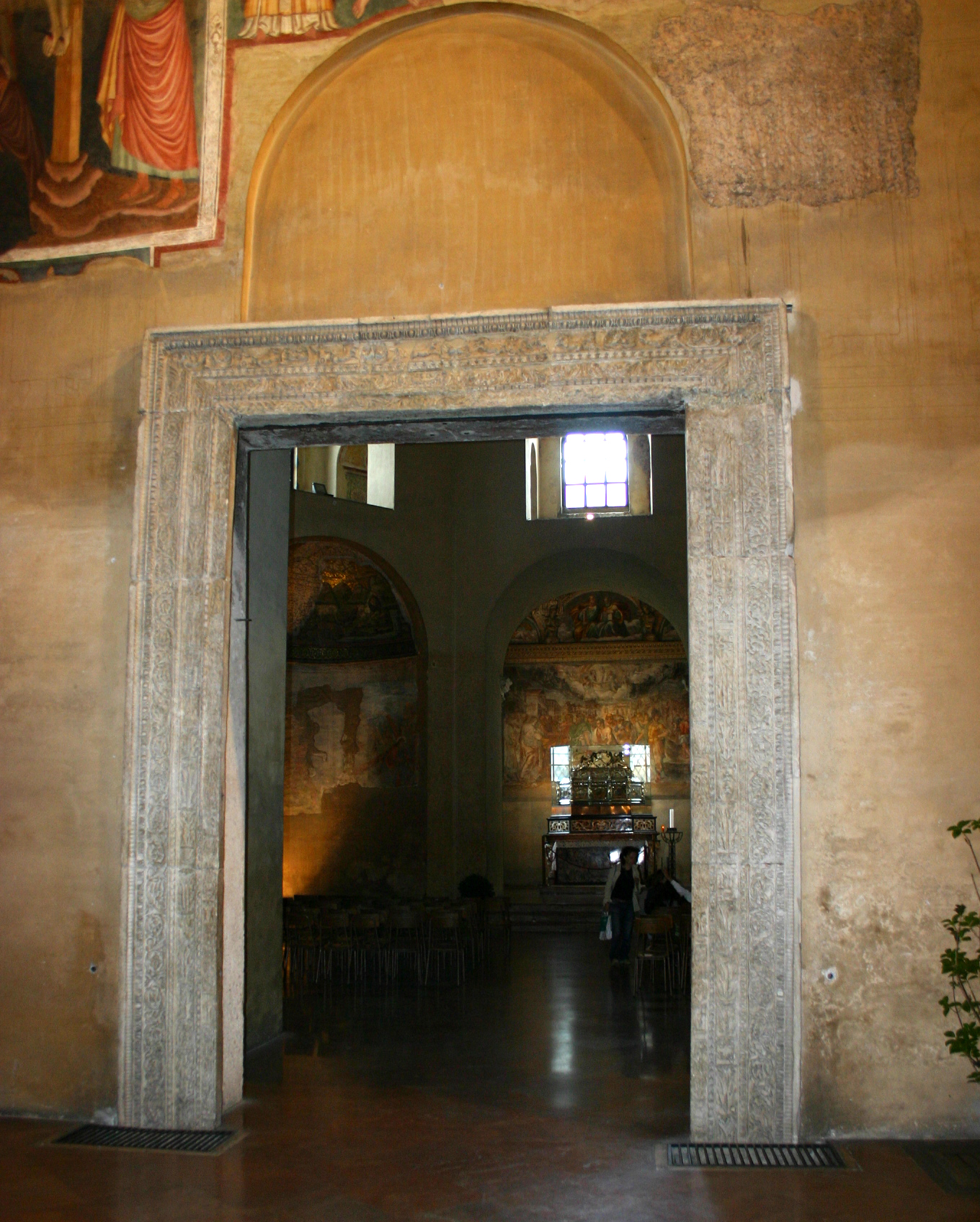
Portal de acceso
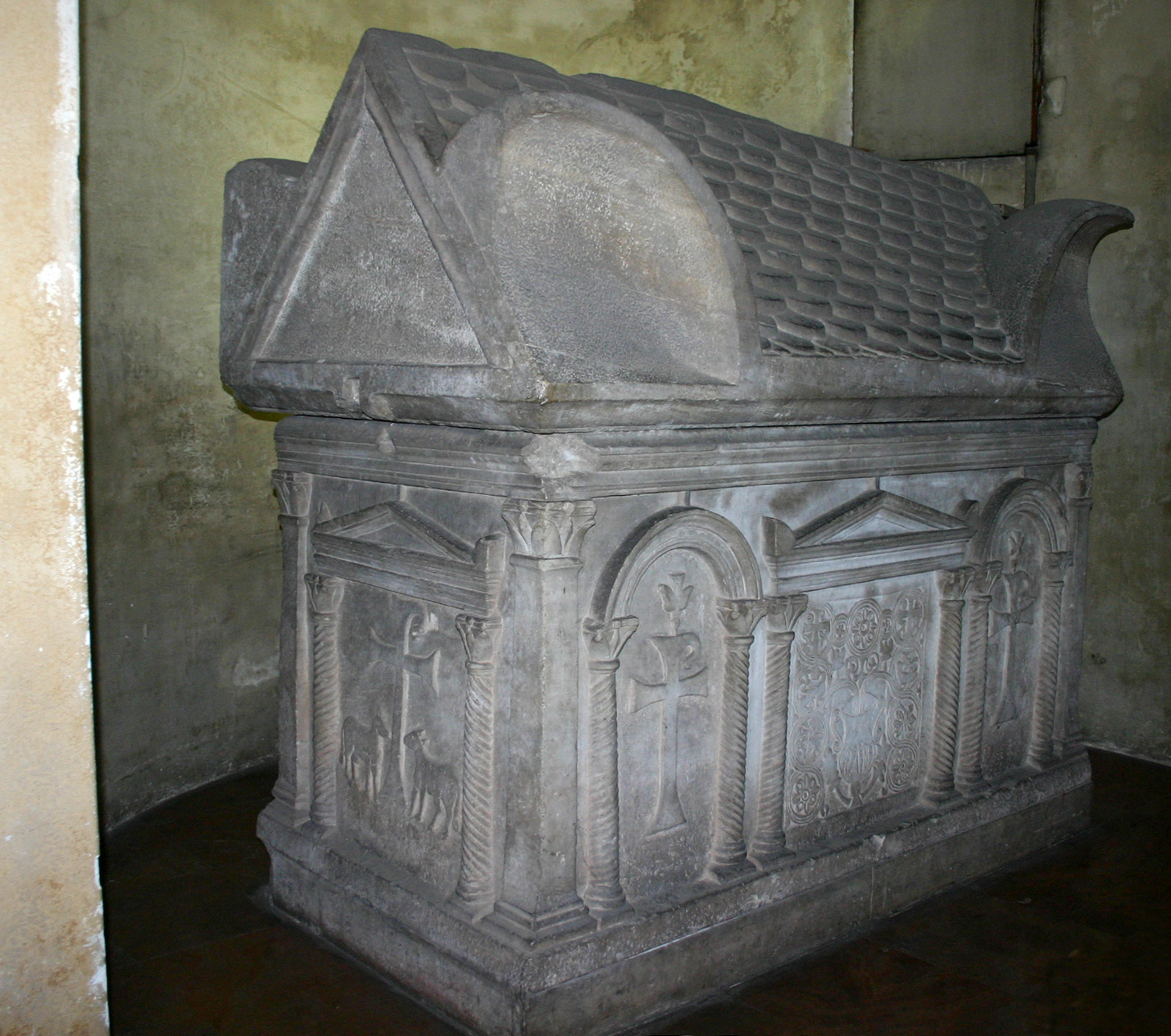
Sarcófago paleocristiano del s. III d. C.

### Capilla de San Hipólito
Capilla de San Hipólito

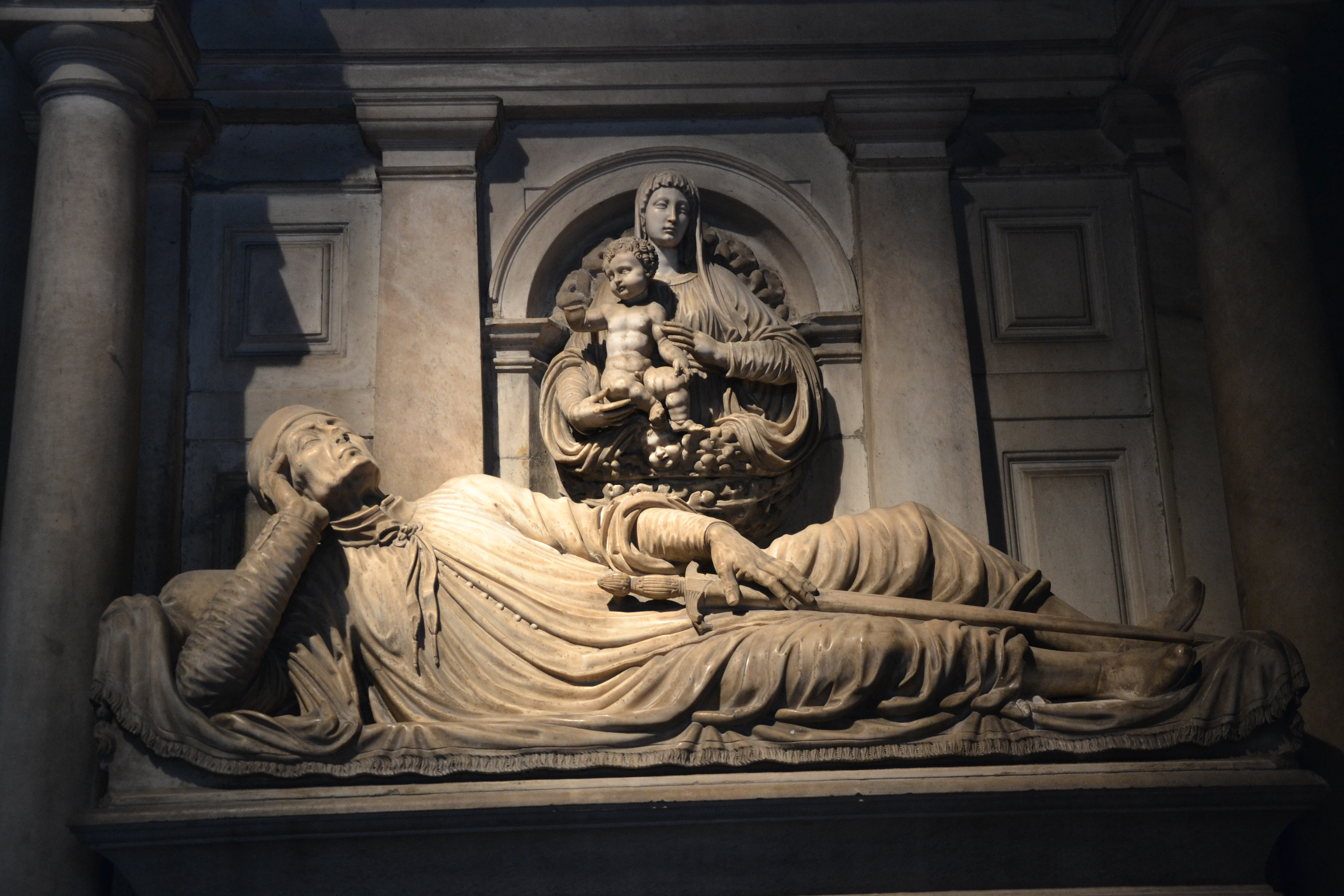
Monumento funerario a Giovanni Del Conte

La capilla de San Hipólito, de planta octogonal desde el exterior, tiene planta de cruz griega, cuyos brazos están cubiertos por bóvedas de cañón, mientras que el espacio central está cubierto por una cúpula semiesférica con pechinas triangulares: las bóvedas se alzan sobre columnas esquineras de mármol africano antiguo con capiteles corintios. La capilla, también conocida como la capilla del Conte debido al patrocinio confiado a la noble familia, albergaba el Monumento a Giovanni del Conte realizado por Vincenzo da Seregno y Marco d'Agrate, donde en un edículo la estatua del difunto que yace con ropa patricia está coronada por un medallón que representa a la Madonna.
Así como el cuerpo principal de la iglesia fue un punto de inspiración para muchas arquitecturas, la planta de la capilla de San Hipólito con una cruz griega inscrita en una estructura octogonal fue retomada para la realización en los brazos del Santuario di Santa Maria della Croce de Crema, la comparación se ve reforzada dado que los brazos del santuario que reproducen las capillas satélites del cuerpo principal de simetría central de San Lorenzo.

### Capilla Cittadina

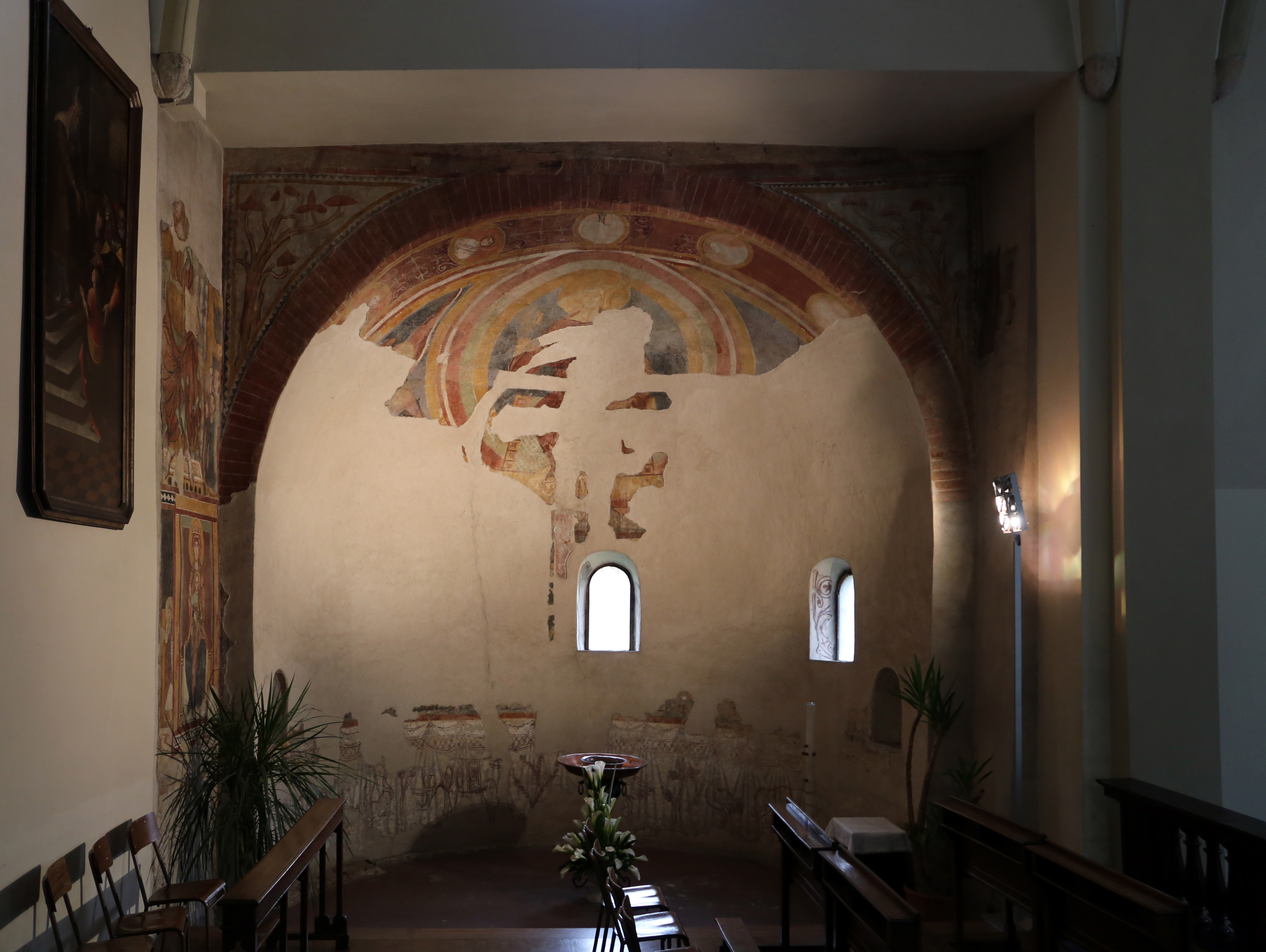
Capilla Cittadina

Originalmente dedicada a la Madonna, la capilla fue cedida en patrocinio a la noble familia Cittadina que se hizo cargo de las restauraciones del siglo XVI que también en ese caso cancelaron gran parte de la decoración original, recuperándose en parte durante las restauraciones del siglo XX. La capilla tiene planta triangular con dos ábsides en dos lados: en el ábside del altar hay un bajorrelieve del siglo XV, dividido en áreas que contienen representaciones de San Lorenzo, Santo Stefano y de la Pietà. En el ábside restante había frescos que databan del siglo XIII de los que hoy quedan fragmentos de imágenes del Cristo Pantocreator y de Elefanti.

### Capilla de San Sisto

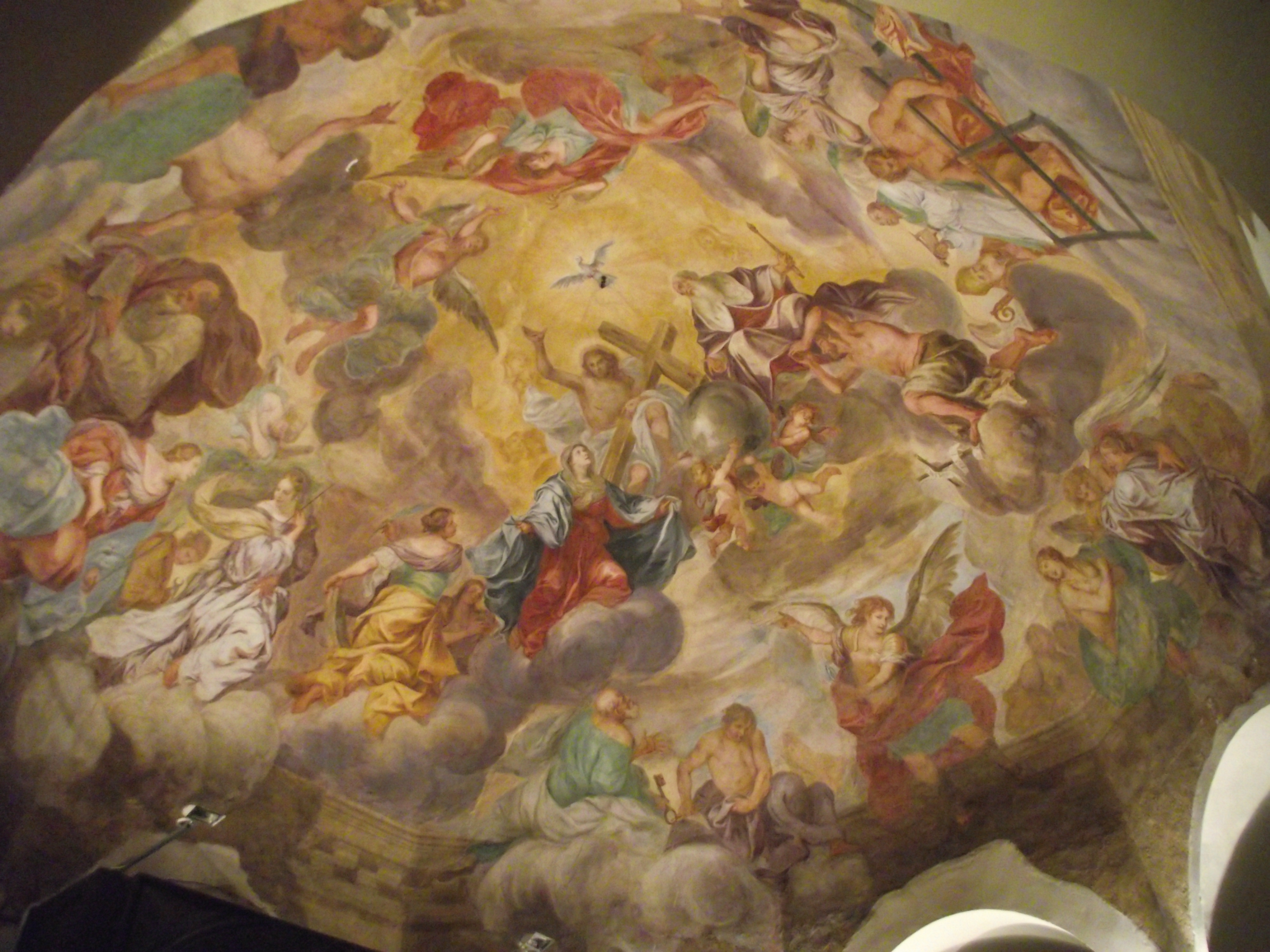
Johann Christoph Storer, bóveda de la Cappella di San Sisto.

Situada en el lado norte de la iglesia, de planta octogonal, la bóveda está totalmente cubierta por un fresco pintado a mediados del siglo XVII por el pintor alemán Johann Christoph Storer, con una Apoteosi della Trinità en el centro rodeada de santos, de inspiración rubensiana.

### Órgano de tubos

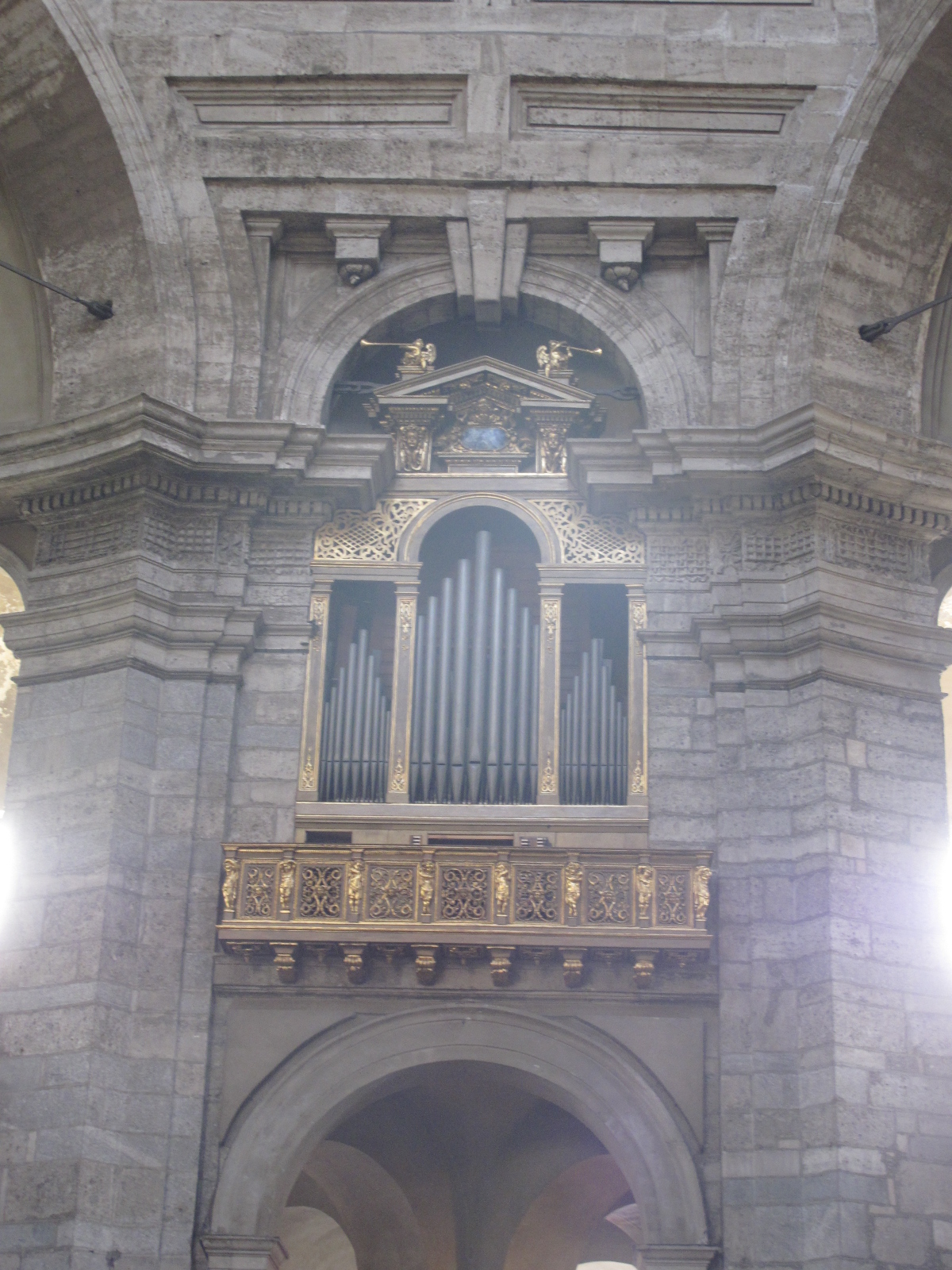
Vista del órgano

En el paramento del matroneo a la derecha del ábside, se encuentra el órgano de tubos, construido por el organero varesino Pietro Bernasconi que reutilizó parte del material fónico del órgano construido en 1840 por Felice Bossi, quien a su vez reutilizó partes de un órgano anterior, restaurado en 1820 por Antonio II Brunelli y probablemente procedente de la iglesia de San Giovanni in Conca.
El instrumento, con transmisión totalmente mecánica, tiene una consola de ventana, con dos teclados de 61 teclas cada uno (Grand'Organo, primer teclado; Organo Secondo, segundo teclado) con primera octava cromática extendida y pedalera recta de 24 notas. La caja, con fachada con serliana, presenta una mostra formada por 29 tubos de i principale 8', dispuestos en tres cúspides, una para cada uno de los tres campos de la serliana, con bocas  a mitria (inglete) alineadas.

## Cronología de los prebostes
El sacerdote párroco de San Lorenzo ocupa desde hace mucho tiempo el cargo de preboste. Se desconoce el listado completo de prebostes, los siguientes pertenecen a un listado derivado del estudio del sacerdote A. Baruffaldi, tallado en mármol y colocado en la propia basílica. Entre ellos se encuentran dos arzobispos y un papa.
| - ?-1097: Anselmo da Bovisio, nominado arzobispo de Milán - 1116-1119: Ambrogio - 1137-?: Belengerio - 1146-1152: Guifredo - 1158-1176: Corvo - 1187-1203: Giacomo - 1208-1225: Anizone - 1228-1251: Guglielmo - 1254-285: Ardizone del Conte - 1285-1312: Filippo del Conte - 1313-1314: Bonifacio Pusterla | - 1321-1338: Ardizone del Conte - 1340-1347: Antonio del Conte - 1350-1359: Francesco da S. Zenone - 1363-1371: Francesco da Legnano - 1376-1385: Giovanni da Mandello - 1392-1399: Giovanni di Sommariva - 1406-1436: Martino di Canale - 1436-1440: Enea Silvio Piccolomini, en 1458 elegido papa como Pio II - 1441-1444: Leonardo da Vercelli - 1448-1460: Filippo da Gallarate - 1461-1496: Nicolò da Appiano - 1500-1505: Bernardino Lanterio - 1510-1519: Francesco Cazzaniga - 1522-1525: Giacomo de Spaldis - 1528-1545: Francesco Accursio - 1546-?: Ottaviano Arcimboldo | - 1551-?: Giovan Battista della Chiesa - 1569-1579: Giovan Andrea Pionnio - 1579-1589: Giovan Battista Recalcato - 1589-1594: Giulio Cesare Negri - 1594-1607: Massimiliano Pusterla - 1607-1608: Giovan Stefano Caimi - 1609-1629: Andrea Bassi - 1629-1630: Tullo Piantanida - 1630-1650: Giulio Maschera - 1650-1666: Giovan Ambrogio Torriani - 1667-1688: Orazio Baruverio - 1688-1717: Giovan Antonio Gallo - 1717-1728: Carlo Ambrogio Curioni - 1728-1733: Settimio Lodi - 1733-1747: Pier Antonio Valmaginio - 1748-1770: Carlo Antonio Belvisi | - 1771-1795: Antonio Airoldi - 1795-1819: Giovan Battista Aloardi - 1820-1830: Giovanni dell'Oro - 1830-1854: Giovan Battista Redaelli - 1855-1865: Giovan Battista Gadola, ya párroco de Legnano - 1867-1876: Achille Achino - 1877-1895: Giovan Battista Thomas - 1896-1905: Luigi Bignami, nombrado arzobispo de Siracusa - 1906-1932: Carlo Rigogliosi - 1932-1960: Giovanni Maria Stoppani - 1960-?: Anselmo Redaelli - 1968-1984: Carlo del Corno - 1984-1986: Angelo Manzoni - 1986-1996: Riccardo Busnelli - 1996-2014: Augusto Casolo - 2014- tuttora in carica: Gianni Zappa |

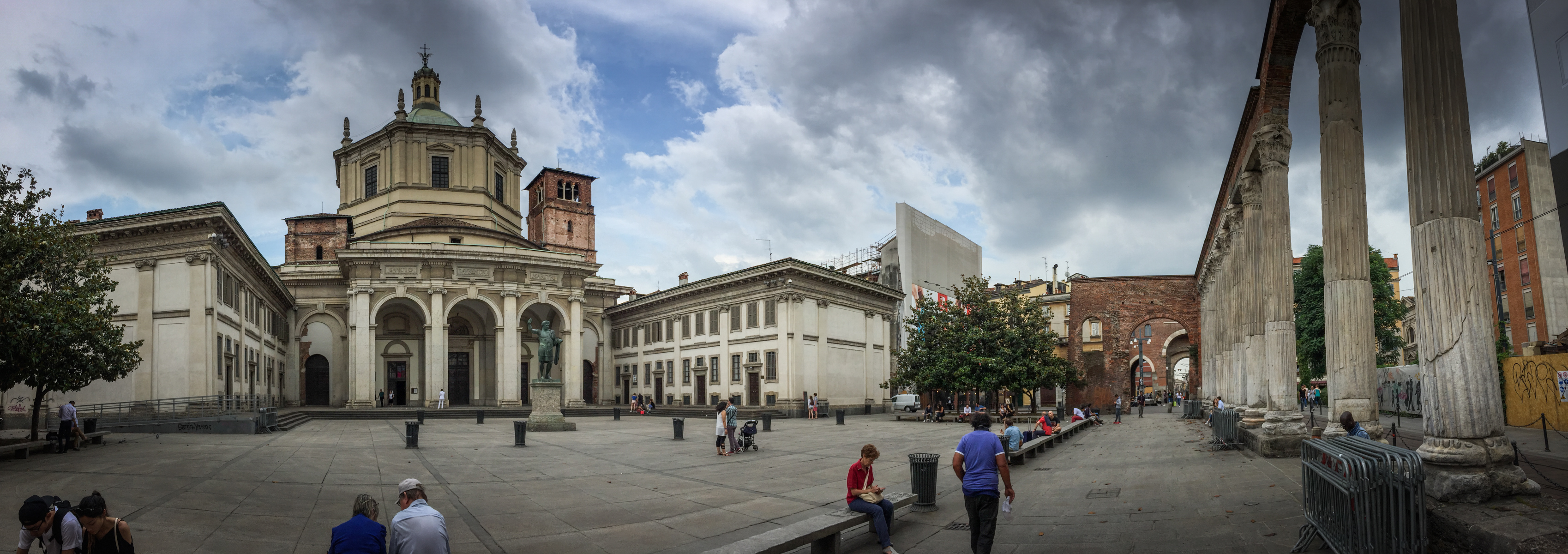
Vista en escorzo de la fachada y las Columnas de San Lorenzo, con la anteplaza y las alas de la casa parroquial